# Étourneau sansonnet
Sturnus vulgaris
Espèce
Répartition géographique
- Zones de nidification, en été
- Zones de nidification, permanentes
- Zones d'hivernage 

populations introduites :
- Zones de nidification, en été
- Zones de nidification, permanentes

Statut de conservation UICN

 LC  : Préoccupation mineure
L’étourneau sansonnet (Sturnus vulgaris Linnaeus, 1758) est une espèce de passereaux de la famille des sturnidés, originaire de la plus grande partie de l'Eurasie, mais qui a été introduite dans tous les continents excepté l'Antarctique.
Espèce hautement sociale, l'étourneau vit en regroupements qui peuvent parfois compter plusieurs milliers voire millions d'individus. Il est également connu pour ses capacités vocales qui lui permettent d'imiter avec une grande précision les vocalisations d'autres individus, de la même espèce ou non, ainsi que des bruits non biologiques issus de son environnement.
En raison de ses caractéristiques qui font de lui une espèce généraliste, comme la grande variété d'habitats qu'il peut occuper ou son régime alimentaire omnivore, l'étourneau fait partie des espèces animales particulièrement adaptables. Il peut ainsi causer des dégâts aux cultures tout comme être source de nuisances en milieu urbain. Ses populations urbaines et périurbaines sont parfois très denses, au point de le faire considérer comme espèce envahissante à certains endroits et d'entraîner des mesures de régulation de ses effectifs.

## Description morphologique
L'étourneau sansonnet est devenu l'un des oiseaux les plus familiers dans les régions tempérées, avec son corps rondelet, ses ailes courtes, triangulaires et pointues, sa queue courte et carrée.
L'étourneau sansonnet a une longueur de 17 à 22 cm pour un poids variant de 60 à 95 g. Son envergure est de 37 cm en moyenne.
De manière générale, le plumage de l'étourneau est noir et brillant, iridescent avec des reflets verts, violets, roses, bleus et bronze, particulièrement pendant la période de reproduction. Il est plus ou moins tacheté de brun, crème ou blanc à l'extrémité des plumes sur le cou, le torse, le ventre et le bout des ailes. Les taches s'atténuent au cours de la période de reproduction à cause de l'usure des plumes provoquée par leurs frottements avec le nid, et redeviennent plus visibles à partir de l'automne après la mue. L’œil est marron, le bec est long (2,5 cm environ), pointu et brun, et devient jaune pendant la période de reproduction, tandis que les pattes habituellement brunes deviennent d'un rose rougeâtre à la même période,.
L'espèce présente un dimorphisme sexuel : les femelles sont plus ternes et elles ont un cercle blanc autour de l’iris, que n'ont pas les mâles. Ceux-ci ont des plumes plus longues et plus foncées que les femelles. Pendant la période de reproduction, où le bec est jaune, la base du bec des mâles est bleu argenté tandis que la base du bec des femelles est rosée.
Les juvéniles sont gris brun et ternes, et ont le dessous du bec plus pâle. Leurs plumes sont progressivement remplacées par des plumes d'adultes avant le premier hiver.
L'espèce ne peut guère être confondue avec les autres que dans la péninsule Ibérique, en hiver, où il faut la distinguer de l'espèce très voisine l'étourneau unicolore (Sturnus unicolor), qui ne présente pas de tache sur son plumage. L'étourneau se différencie également du merle noir par son physique moins trapu et plus élancé.

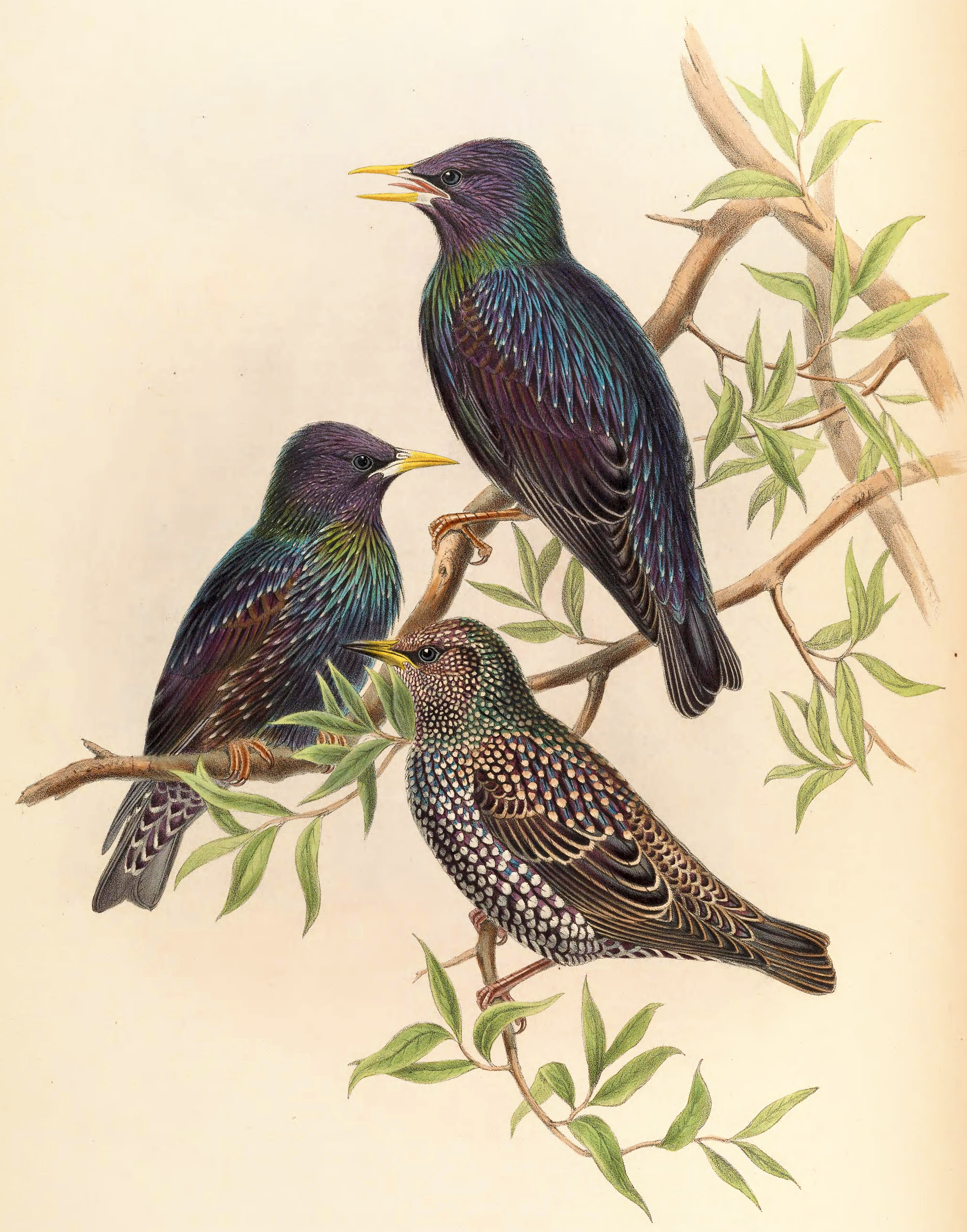
Planche zoologique.
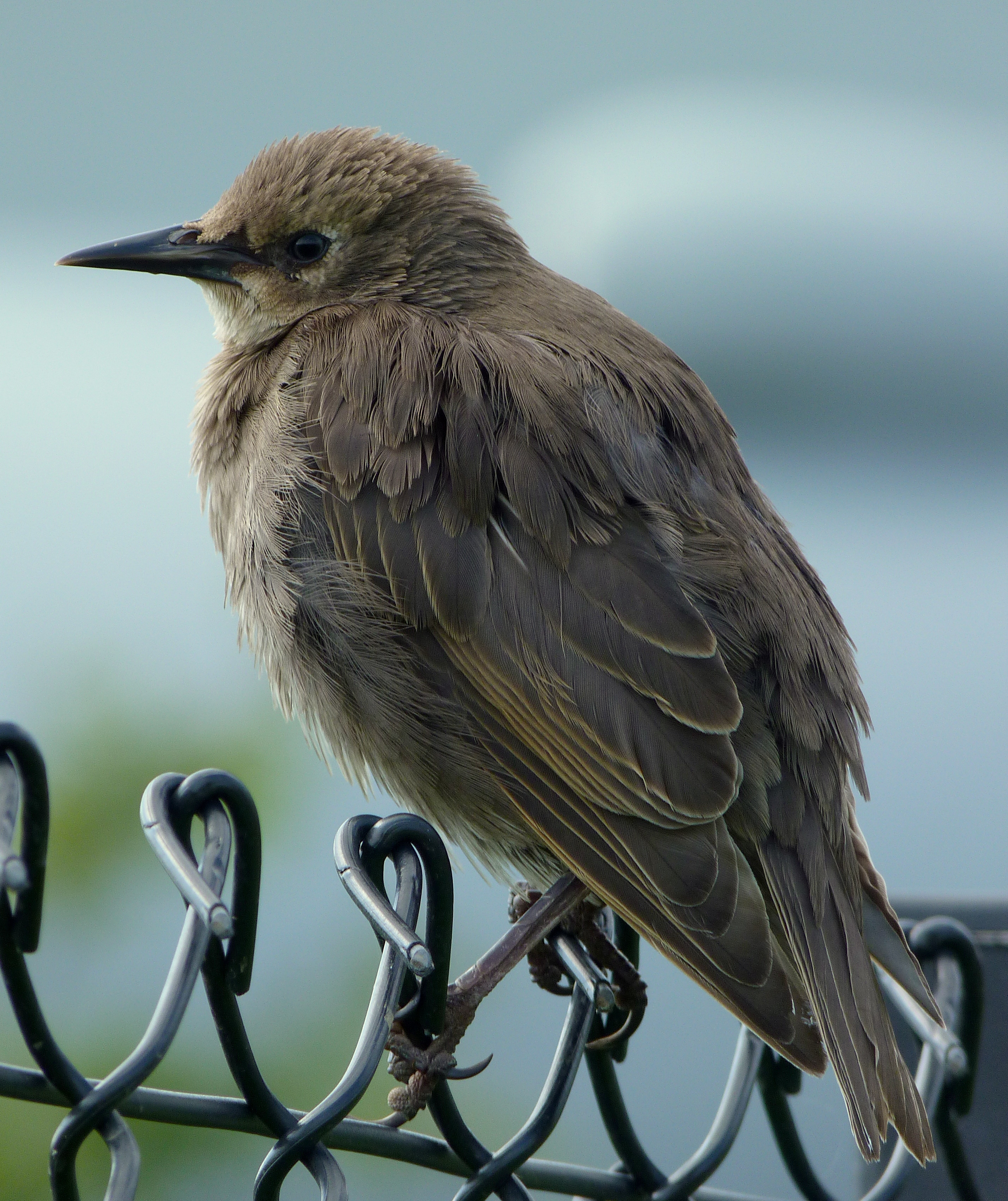
Étourneau sansonnet juvénile, juillet.
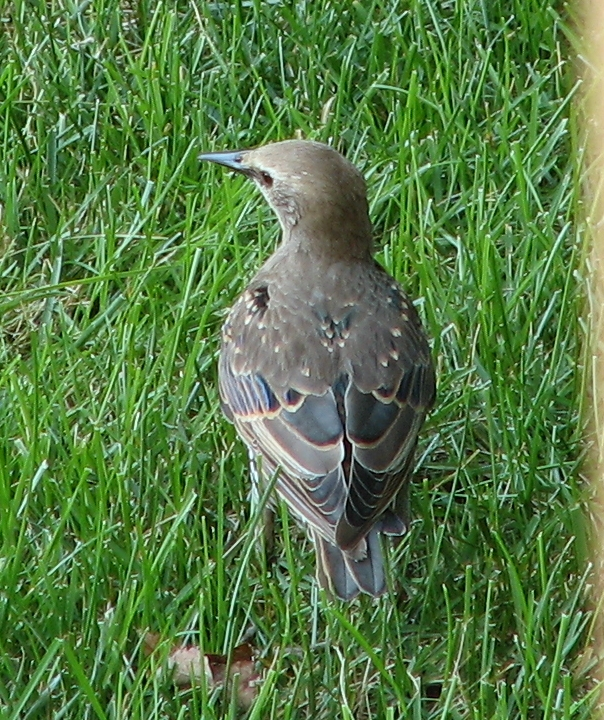
Étourneau sansonnet juvénile, septembre.
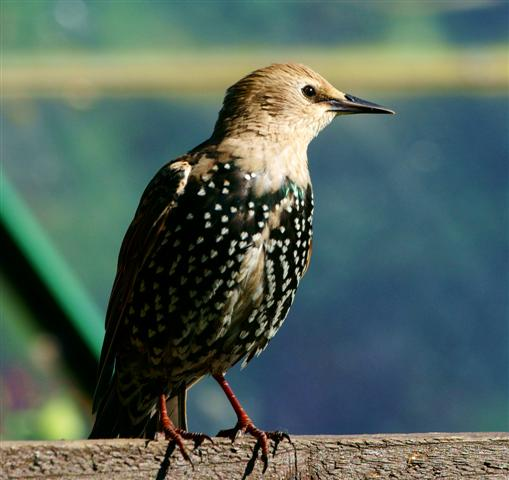
Étourneau sansonnet juvénile.
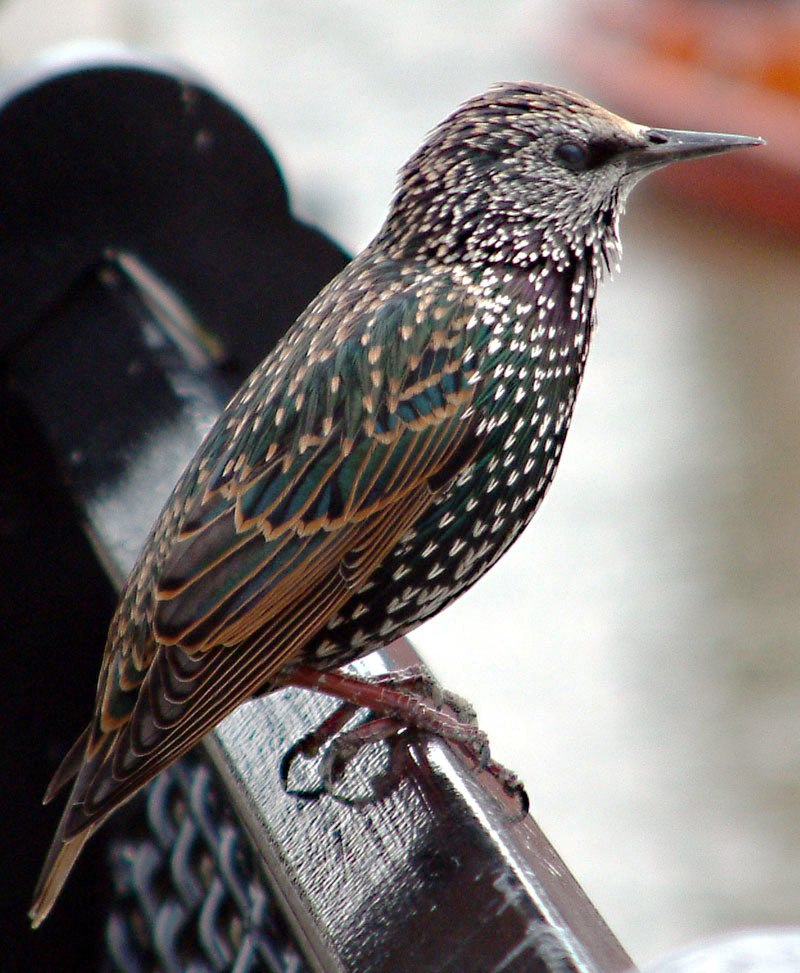
Femelle immature (1er hiver).
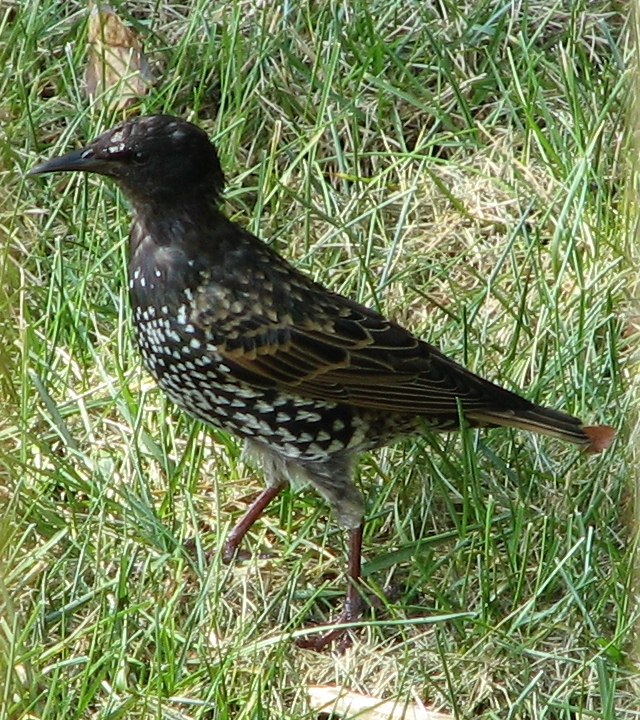
Étourneau sansonnet en plumage internuptial.
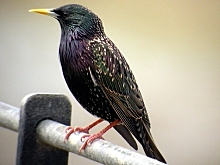
Étourneau sansonnet en plumage nuptial.
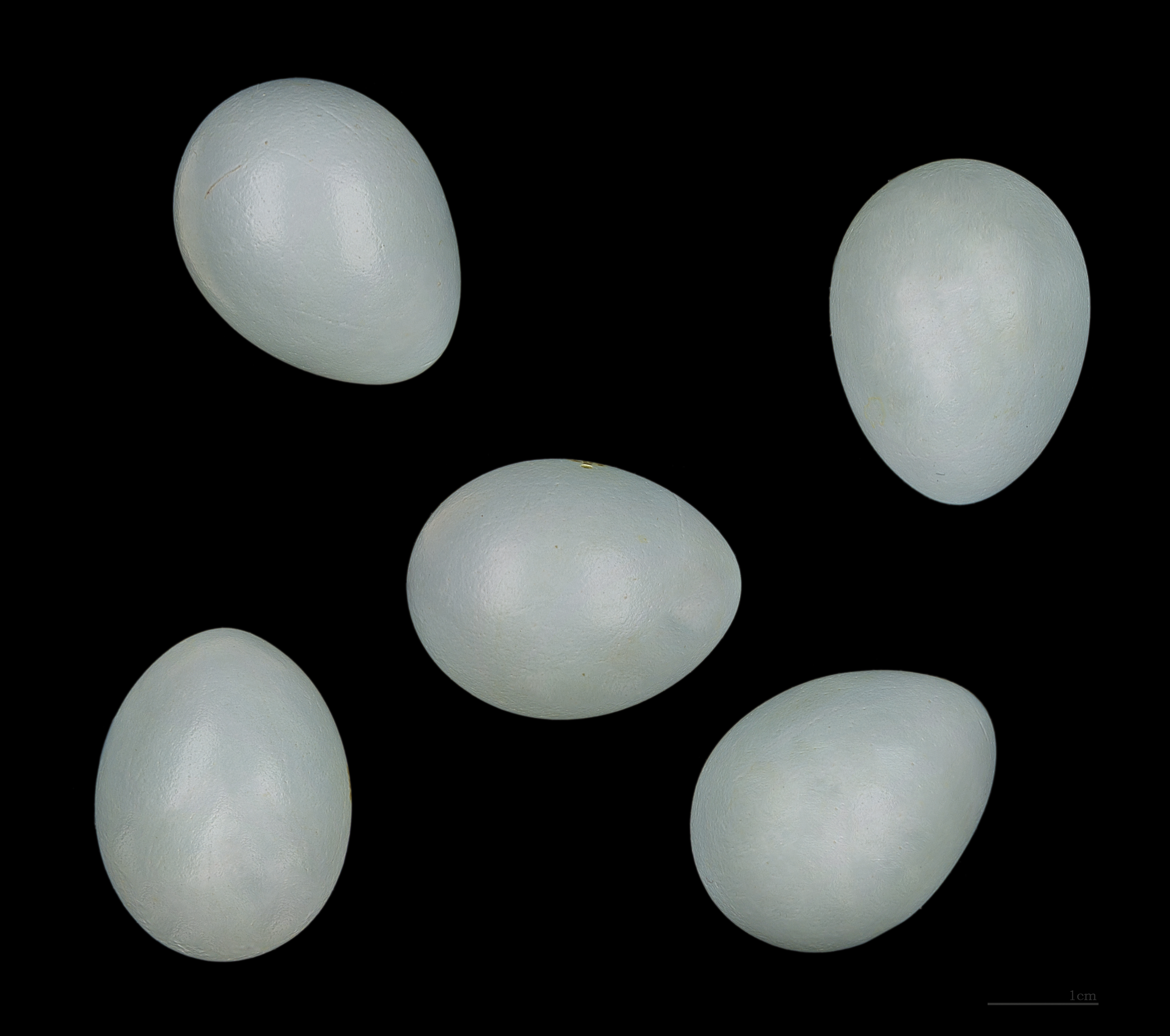
Œufs d'Étourneau sansonnet – Muséum de Toulouse.
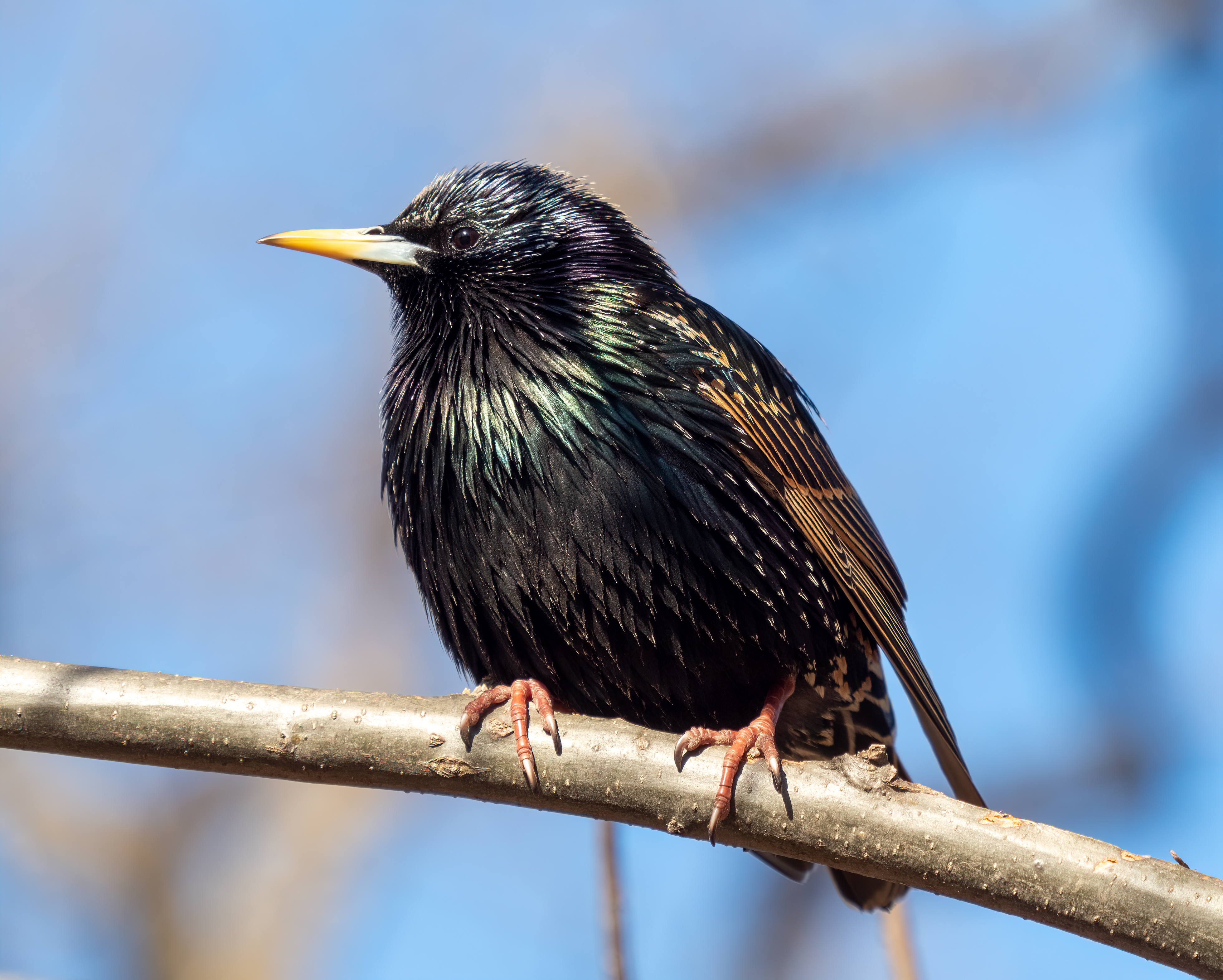
Étourneau sansonnet adulte à Central Park (New York).
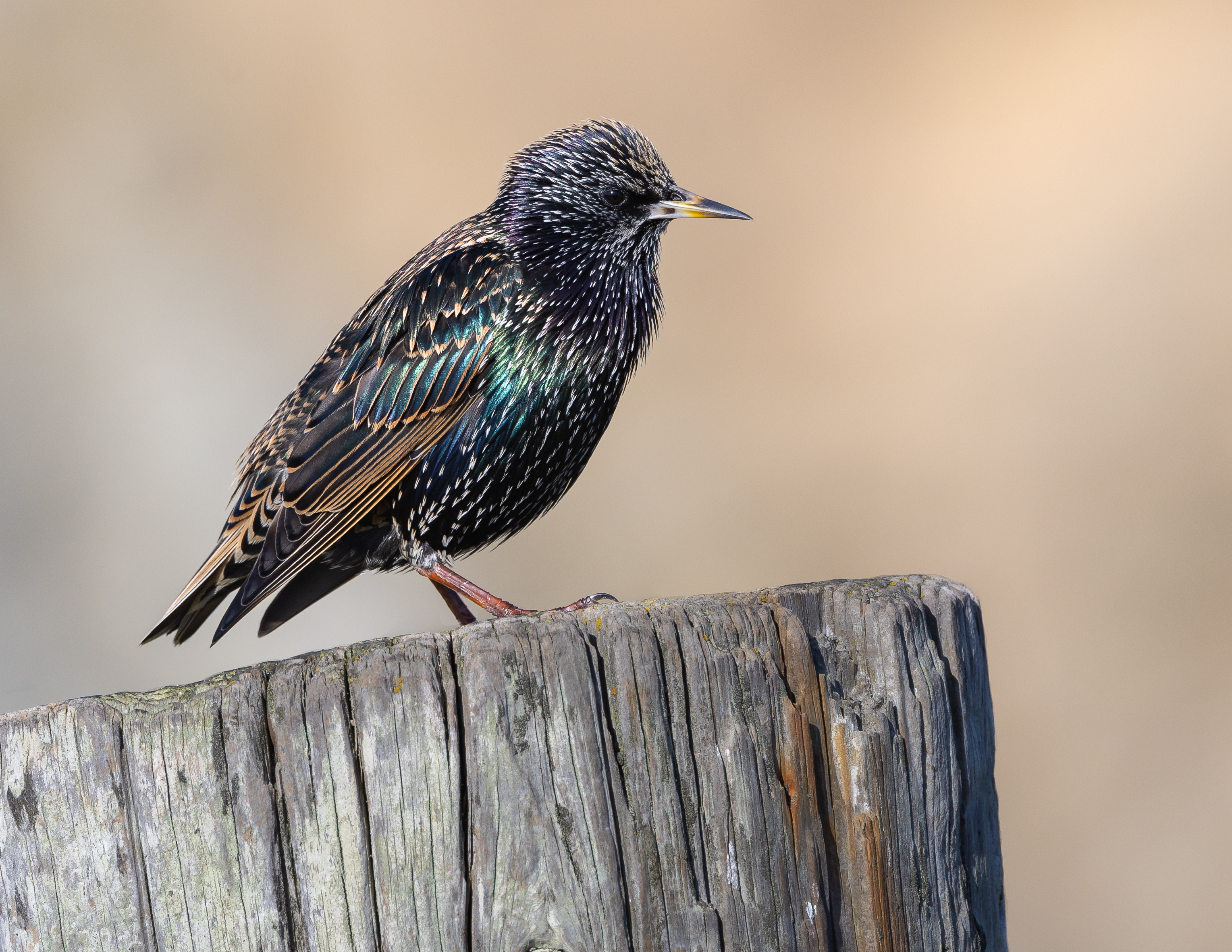
Étourneau sansonnet se tenant sur un poteau de bois dans le comté de Sonoma (Californie).

## Comportement

### Locomotion

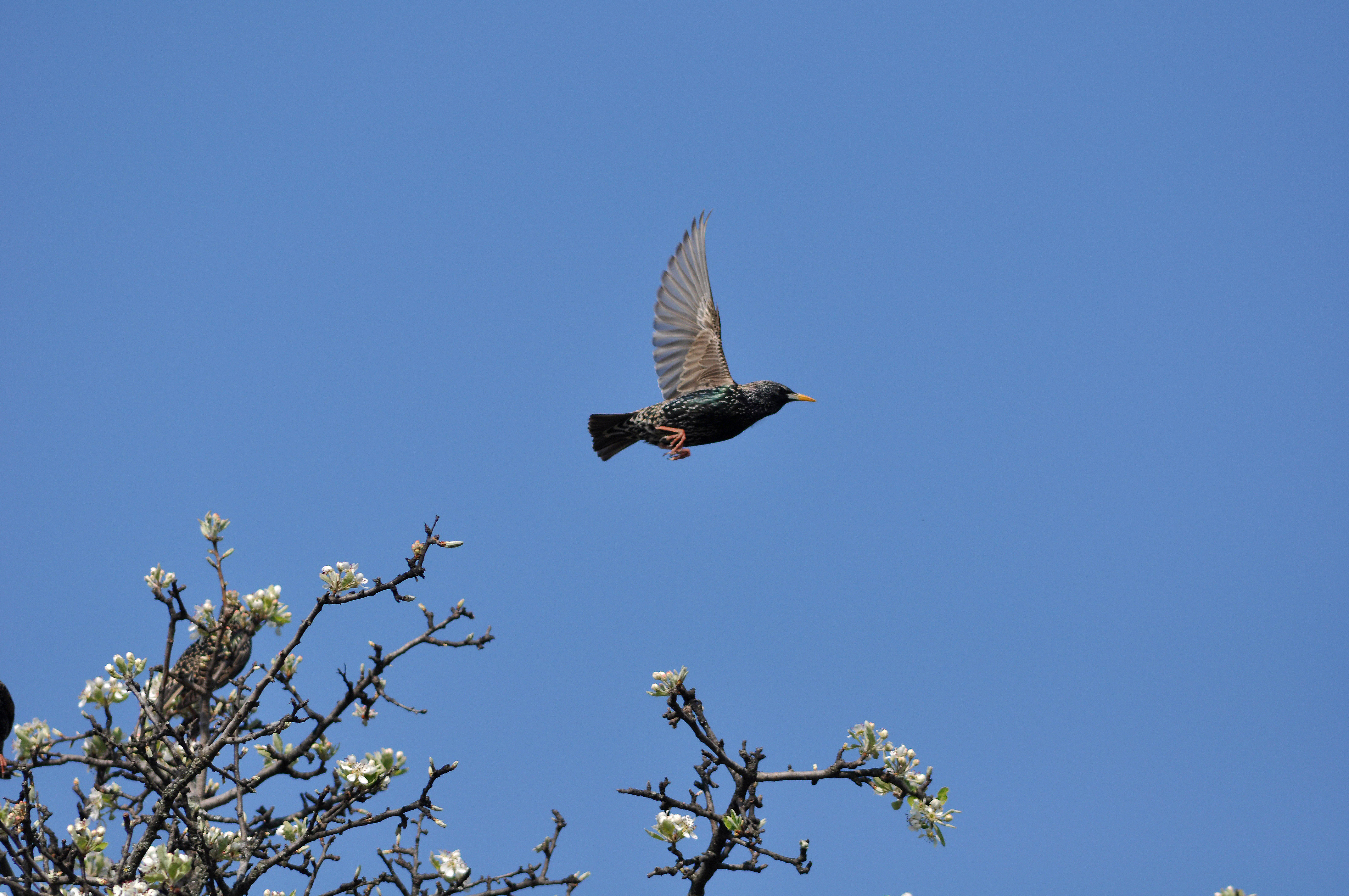
Étourneau sansonnet en vol.

L'étourneau marche ou trottine, plutôt que de sautiller. Son vol est énergique et direct, grâce à ses ailes et à sa queue courtes.
Il peut parcourir jusqu'à 1 500 km lors de ses migrations pour rejoindre des sites d'alimentation et atteindre des vitesses comprises entre 60 et 80 km/h.

### Alimentation

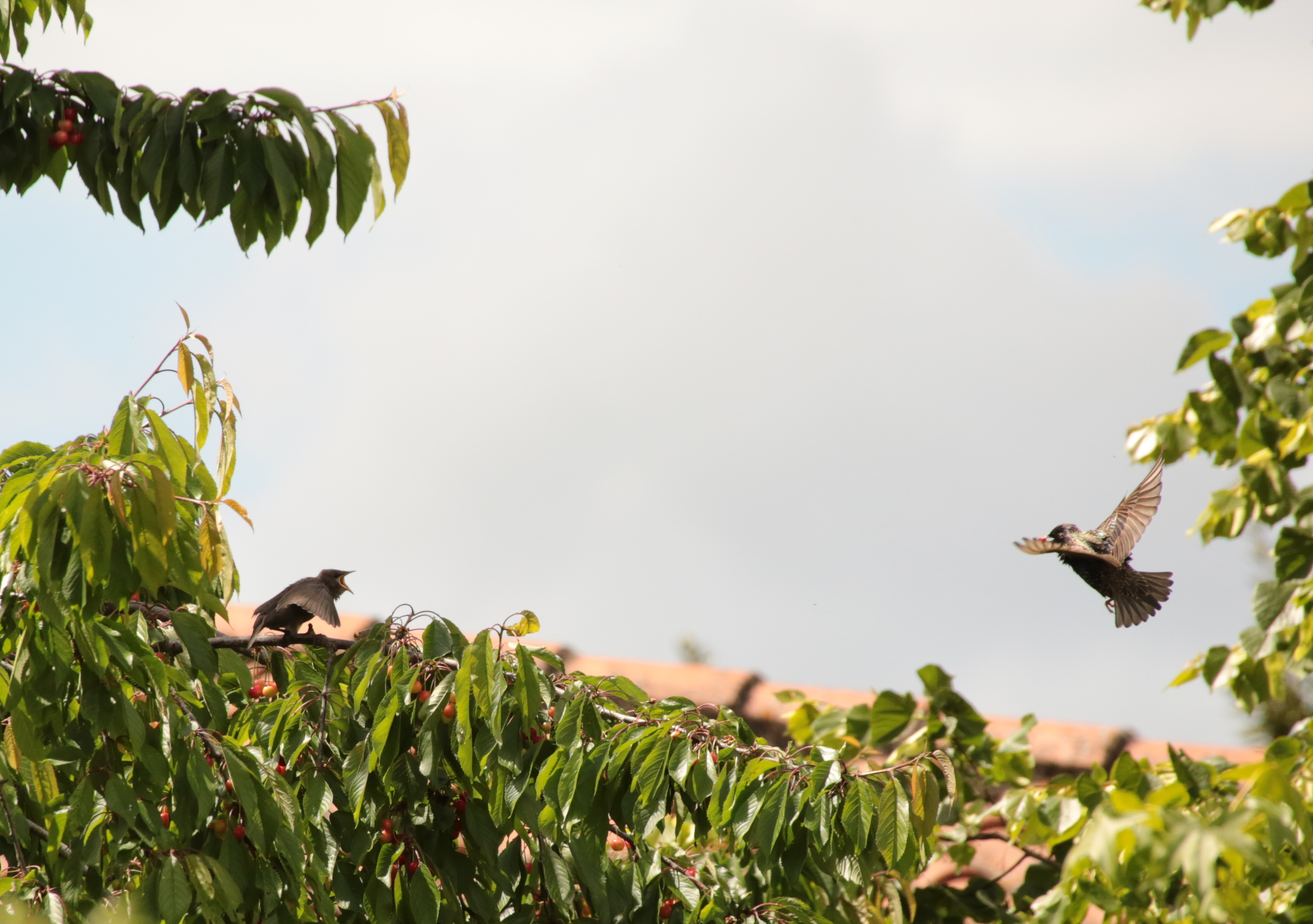
Juvénile sur un cerisier.

Il s'agit d'une espèce omnivore, principalement insectivore et frugivore. À l'état sauvage, l'étourneau adulte s'alimente principalement de petits invertébrés qu'il trouve dans le sol en creusant des trous à l'aide de son bec pointu : cousin, lépidoptères, coléoptères, mais aussi escargots, vers de terre ou araignées. Parmi les fruits qu'il absorbe, se trouvent par exemple baies, cerises et raisin… Des graines et des céréales peuvent également être consommées. Cependant, les proportions de ces différents aliments varient suivant les saisons et l'habitat.
Les juvéniles s'alimentent de parties tendres d'invertébrés avant de pouvoir les manger entièrement. Les parents peuvent réaliser de 100 à 300 visites par jour pour nourrir les oisillons.
L'étourneau forme des rassemblements d'individus sur ses sites d'alimentation, qui se trouvent principalement en milieu ouvert et dégagé (pelouses, champs…).

### Comportement social

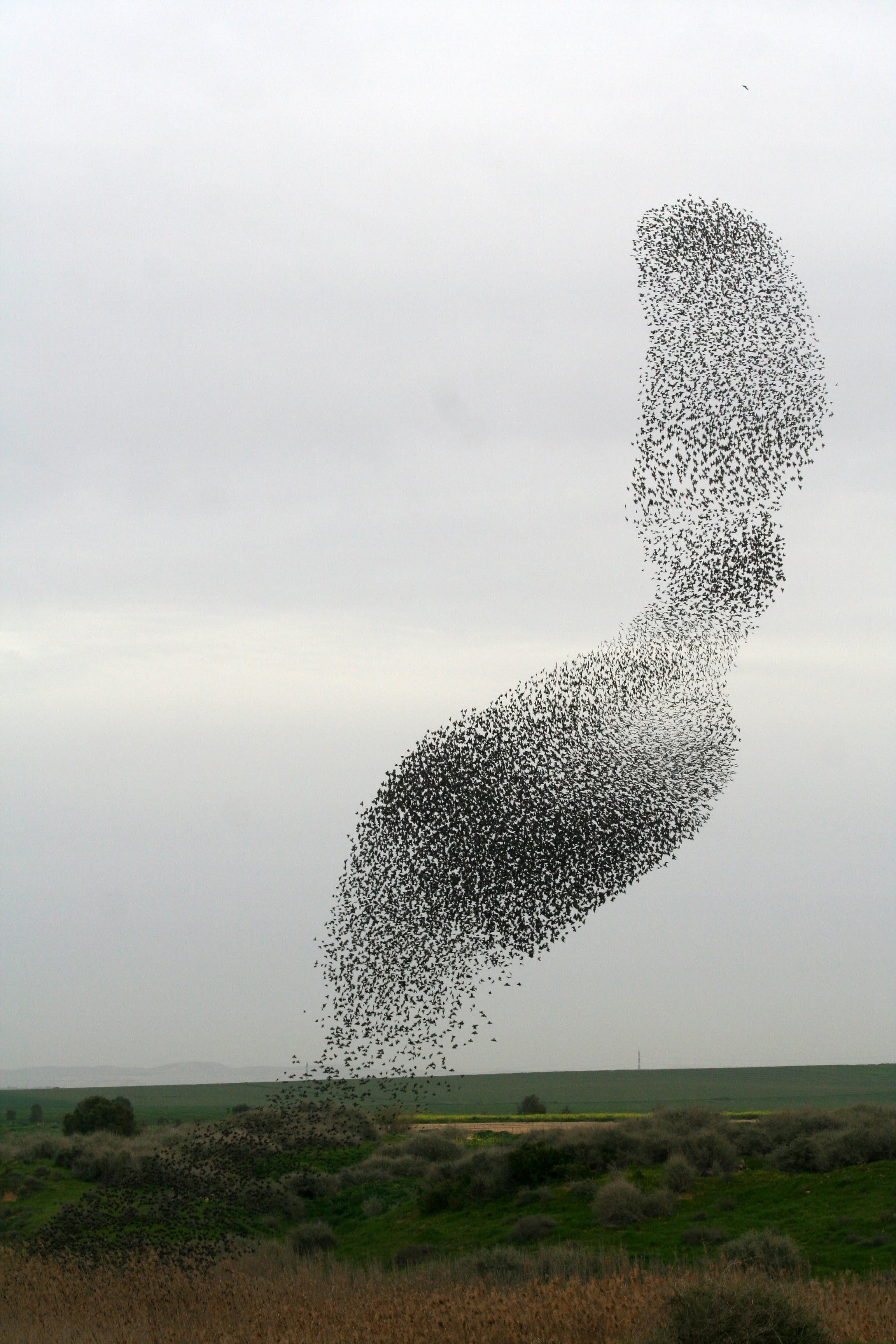
Nuée d'étourneaux.

Il s'agit d'une espèce d'oiseau hautement sociale. À ce titre, les étourneaux vivent la majorité de l'année dans des groupes sociaux de taille variable qui peuvent rassembler jusqu'à plusieurs millions d'individus à l'état sauvage excepté durant la période de reproduction où ils vivent plutôt en couple. Ils peuvent former différents types de rassemblement : des colonies de reproduction qui rassemblent plusieurs couples avec leurs nids, des rassemblements au niveau de sites communaux d'alimentation comprenant de quelques dizaines à quelques centaines d'individus, et d'autres rassemblements plus larges ou « dortoirs » pour la nuit incluant jusqu'à plusieurs millions d'individus.
Il n'y a pas de hiérarchie au sein des groupes à l'état sauvage ; en revanche, une relation de dominance est retrouvée dans les groupes sociaux maintenus en captivité.
Cette espèce donne un spectacle impressionnant à voir et à entendre, en particulier lorsqu'elle forme des nuées d'individus à l'occasion de certains de ses déplacements ou le soir quand les oiseaux viennent se percher dans des buissons de roseaux ou les arbres. Ces nuées sont également agrégation, ou par anglicisme murmures, ou murmuration. Elles attirent fréquemment par là des oiseaux de proie tels que les faucons émerillons ou les éperviers. Originaire des forêts de feuillus, l'étourneau s'est établi au voisinage de l'homme : de grandes bandes (exceptionnellement jusqu'à un million d'individus), peuvent se former dans les centres des villes, où leurs fientes provoquent beaucoup de désagréments.

### Reproduction

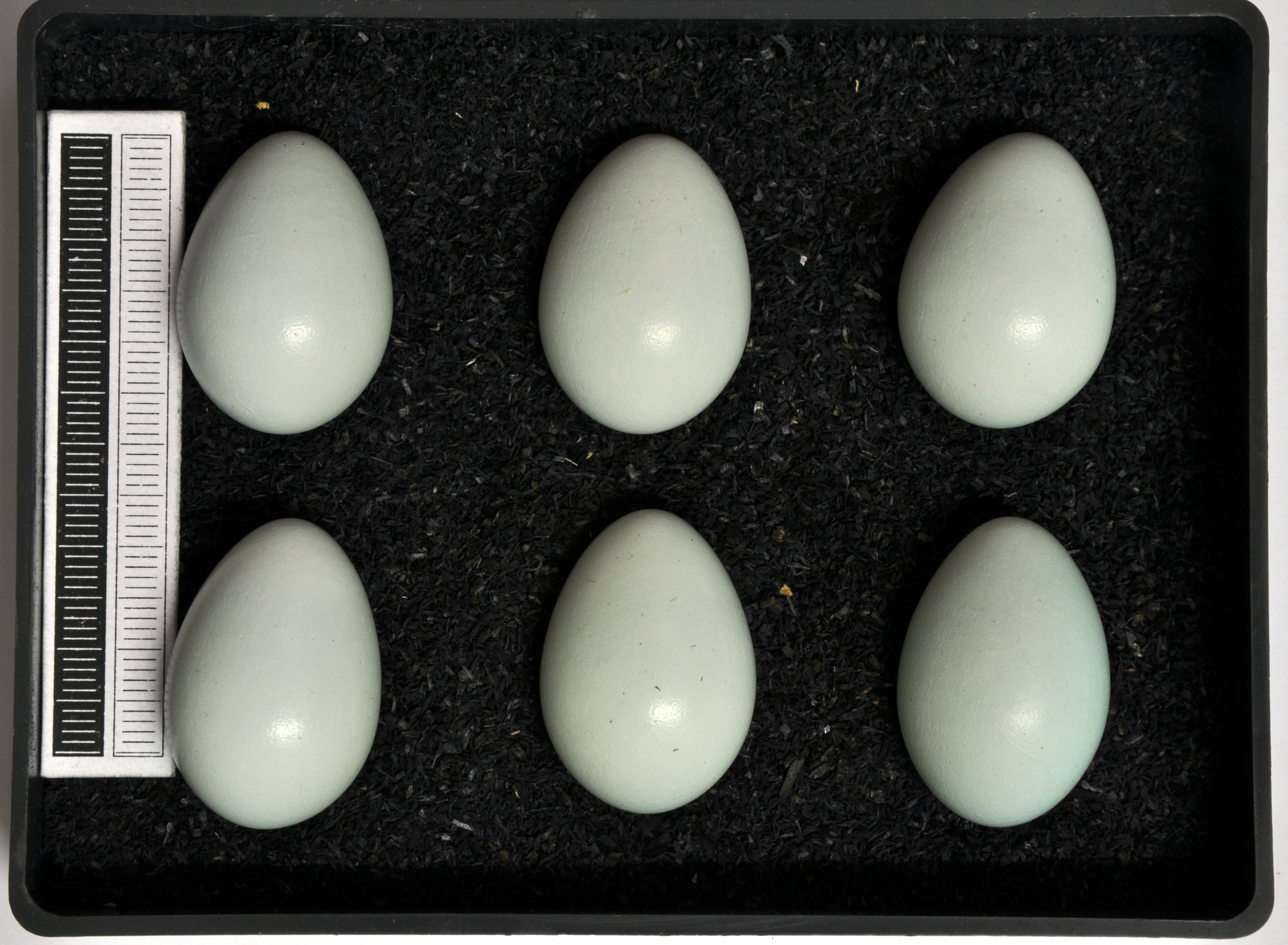
Des œufs d'étourneau sansonnet.

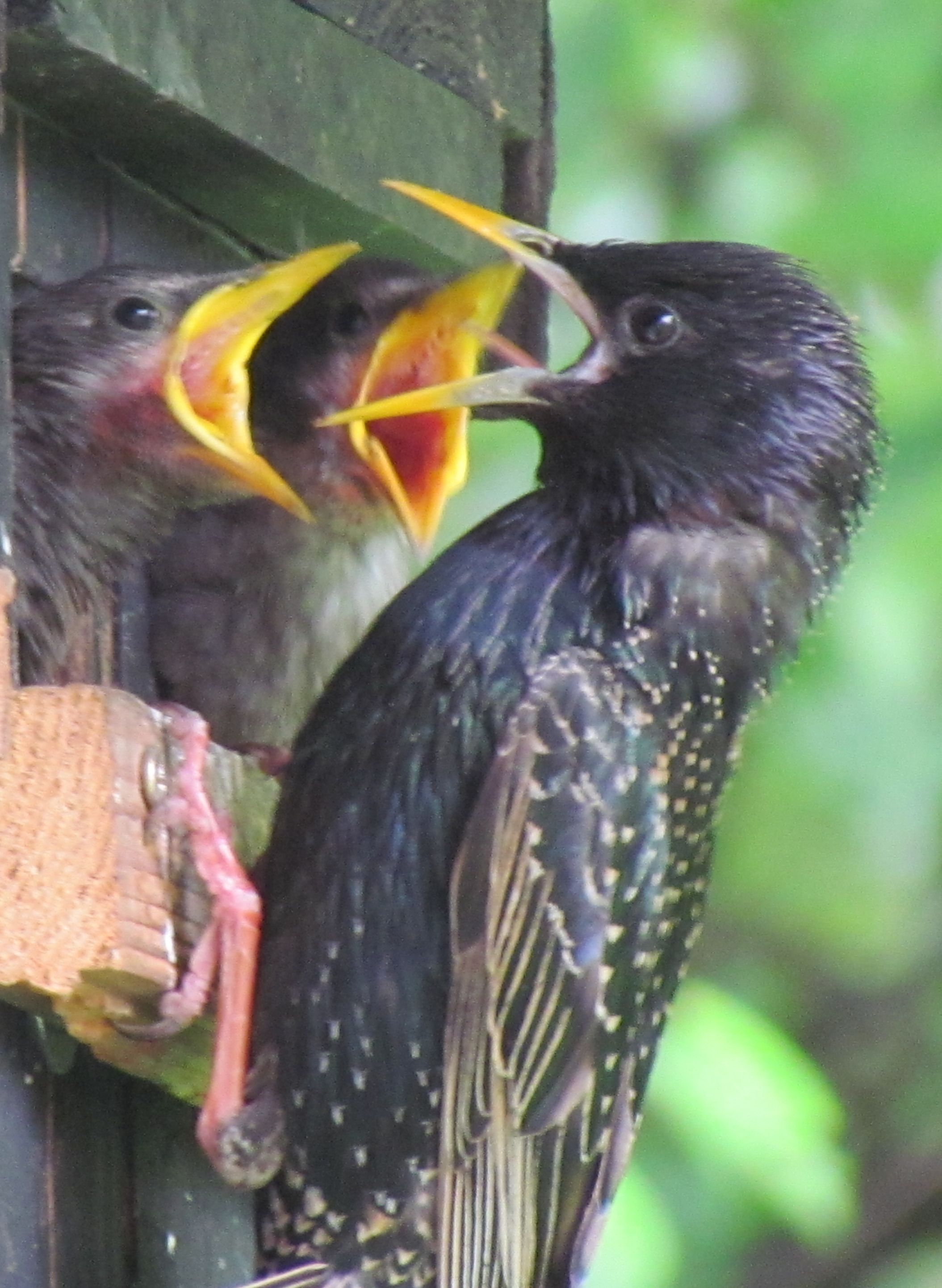
Adulte nourrissant deux juvéniles.

L'étourneau peut être monogame comme polygame. Les femelles sont sexuellement matures à un an tandis que les mâles le sont vers deux ans.
La saison de reproduction varie selon la zone géographique. Dans l'hémisphère Nord, elle s'étend de mars à juillet, en Nouvelle-Zélande de septembre à novembre et en Afrique du Sud, de septembre à décembre,. Une à deux couvées peuvent avoir lieu au cours de la même saison et tous les individus d'une même couvée n'ont pas nécessairement des origines génétiques identiques, révélant un parasitisme de couvée intraspécifique entre couples reproducteurs et une possible polygamie durant la saison.
Au sein des populations migratrices, le mâle arrive généralement en premier sur le site de reproduction. L'étourneau étant une espèce cavernicole, le mâle construit donc le nid dans une cavité naturelle (troncs, falaises, fissures...) ou d'origine humaine (nichoirs, murs...), généralement située à au moins trois mètres de haut. Le choix du partenaire sexuel est mal connu chez l'étourneau.
Les œufs de l'étourneau sansonnet sont bleu pâle ou clairs et tachetés. La femelle pond entre 2 et 9 œufs, et l'éclosion a lieu 10 à 16 jours après la ponte. Les deux parents prodiguent des soins aux jeunes, nidicoles, en les nourrissant de leur éclosion à leur envol, en moyenne pendant 15 à 26 jours. À ce stade, les jeunes demeurent encore dépendants de leurs parents pendant plusieurs jours pour s'alimenter.
L'espérance de vie maximum observée d'un étourneau sauvage est de quinze ans. Il est possible qu'un étourneau maintenu en captivité puisse atteindre une espérance de vie légèrement plus longue.

### Comportement vocal
Le chant de l'étourneau est un pot-pourri à la tonalité aiguë, peu musical, entrecoupé de sifflements, de chants imités et de cliquetis.
L'étourneau chante toute l'année, sauf quand il mue. Le mâle comme la femelle peuvent chanter. Cependant, la femelle ne chante qu'en dehors de la période de reproduction et a un chant plus stéréotypé que le mâle,.
Les vocalisations de l'étourneau sont extrêmement variables et se divisent en deux principales catégories : les sifflements et les gazouillis, aux structures très différentes. Les sifflements sont composés de vocalisations courtes, de forte intensité, et constituent les classes I et II du chant. La classe I des sifflements rassemble les sifflements communs à plusieurs individus voire à l'espèce, tandis que les sifflements de classe II sont caractéristiques d'un individu. Les gazouillis, qui constituent la classe III du chant, sont d'intensité plus faible et sont composés par la succession complexe et extrêmement organisée de plusieurs « motifs » qui peuvent également se répéter. Les gazouillis sont plutôt caractéristiques d'un individu et comportent de nombreuses imitations. Les vocalisations de classe I ne sont produites que par les mâles tandis que les vocalisations des classes II et III sont produits à la fois par les mâles et les femelles.
Le contexte social de l'utilisation de ces vocalisations diffère entre les sifflements et les gazouillis. Ainsi, les sifflements sont plutôt utilisés dans les interactions entre mâles tandis que les gazouillis sont plutôt utilisés dans les interactions mâle-femelle. Le chant des mâles est très variable, mais l'influence de ses variations sur le choix du partenaire sexuel par la femelle est encore mal connu.

#### Développement du chant et influences sociales
Les étourneaux font partie de la catégorie des open-ended learners, c'est-à-dire des espèces d'oiseaux qui peuvent apprendre de nouvelles vocalisations tout au long de leur vie
.
Le sifflement apparaît brutalement vers le neuvième mois de vie de l'étourneau. Le gazouillis, lui, se met en place progressivement, et se développe à partir d'une forme très variable de chant (subsong) qui va progressivement acquérir sa structure définitive et stable et sa forme adulte.
L'influence sociale, et notamment d'adultes, est primordiale pour le développement du chant chez l'individu,,. Ainsi, des oiseaux élevés en captivité sans modèle adulte développent des chants atypiques par rapport à des individus sauvages. L'expression de certaines vocalisations dépend également du contexte social : les individus élevés en captivité ne produisent pas ou peu de sifflements de classe I par rapport à des individus sauvages. Lors de leur développement puis de leur vie adulte, les mâles copient majoritairement les vocalisations d'autres individus mâles et les femelles les vocalisations d'autres femelles, créant ainsi des lignées intrasexuelles d'apprentissage du chant,.

#### Imitation vocale
L'étourneau est une espèce reconnue pour ses grandes capacités de flexibilité et d'imitation vocale. Les étourneaux peuvent apprendre des vocalisations d'autres individus, mais aussi imiter des sons d'autres espèces (merle, loriot, aboiement de chien, voix humaine...) ou encore des sons de leur environnement non biologiques (bruits de porte, alarmes de voiture...),,,,.
Grâce à cette faculté d'imitation, le partage de vocalisations est donc courant entre étourneaux, notamment au sein d'un groupe d'individus. Ce partage entre individus reflète ainsi l'organisation sociale et les affiliations au sein d'un groupe, les individus partageant le plus de vocalisations entre eux étant également les individus les plus liés socialement. Ce partage vocal permet de distinguer différentes populations ou colonies entre elles, et peut aboutir à la formation d'un dialecte propre à une population d'étourneaux.

### Interactions avec d'autres espèces

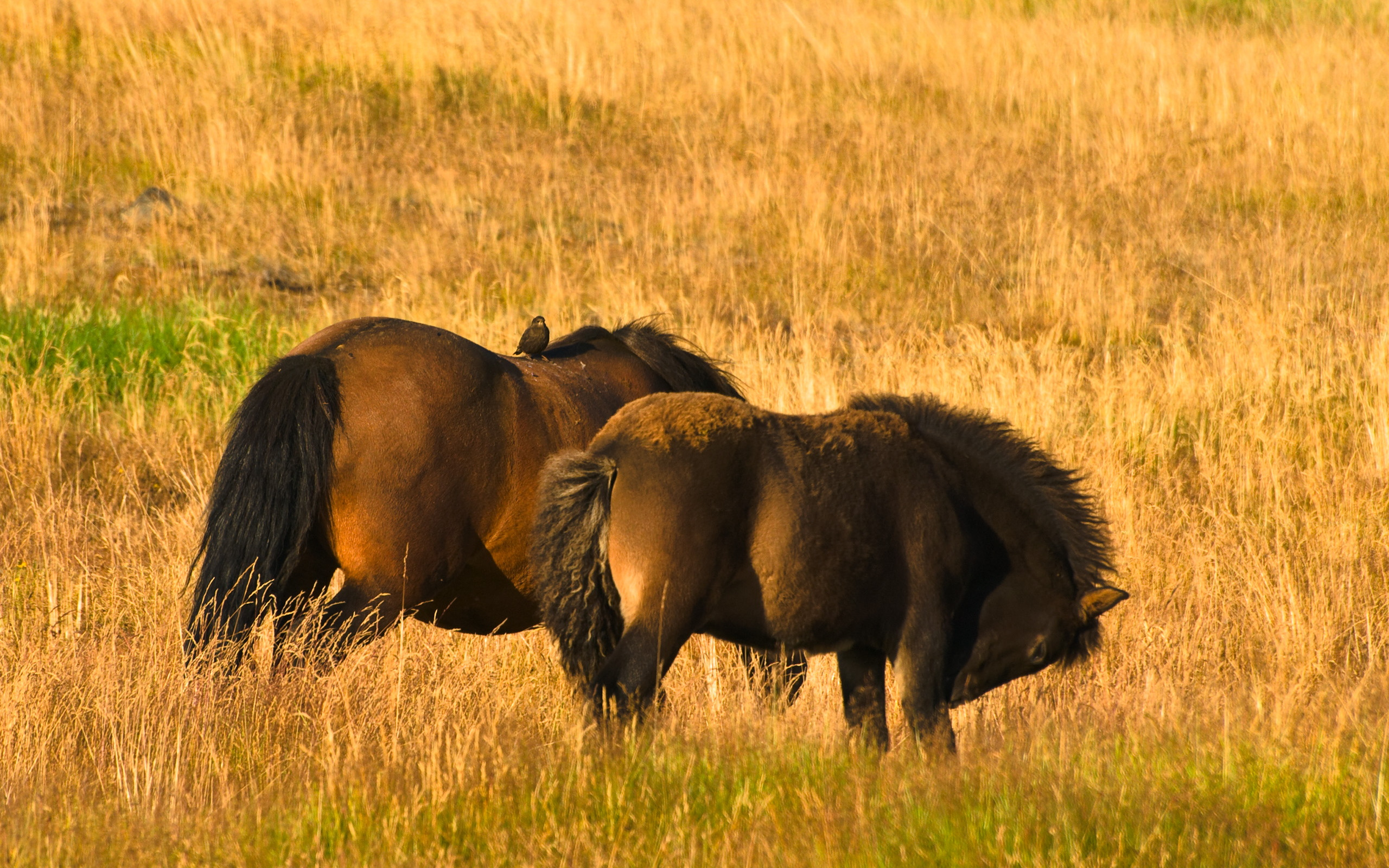
Étourneau sur un cheval (Islande).

Selon Adrien Linden, les étourneaux sansonnets « sont les amis des bestiaux, des cerfs et autres ruminants. Ils vont familièrement se percher sur leur dos et les délivrent de la vermine qui les tourmente. Ils font mieux : ils remplissent auprès d'eux l'office de vétérinaire. Je viens de vous parler des Œstres qui pondent sur les gros animaux, et je vous ai dit que les larves de ces mouches se logent entre cuir et chair et que leur présence détermine une tumeur dans laquelle ces larves vivent grassement ; eh bien, les Sansonnets crèvent ces tumeurs avec leur bec, arrachent les larves qui s'y prélassent et les croquent, à la grande satisfaction des gros animaux, hôtes involontaires de ces parasites. » Ce comportement a pu régresser ou disparaître avec l'élevage hors-sol et la généralisation d'antiparasitaires.

## Répartition, habitat et introductions

### Répartition
L'étourneau sansonnet est originaire d'Europe et d'Asie. Son aire de répartition originelle s'étend ainsi depuis sa bordure Ouest de l'Islande et des îles des Açores jusqu'à sa limite Est située au niveau du lac Baïkal en Russie et de la province du Xinjiang au Nord de la Chine. Cette zone inclut différentes îles atlantiques, les îles Féroé, la Grande-Bretagne et les îles Canaries, puis l'Europe continentale, de la Laponie au Nord à la Catalogne au Sud, mais aussi le pourtour méditerranéen avec l'Afrique du Nord et la Turquie, et plus loin différents pays de l'Asie du Sud-Ouest comme les pays du Golfe, l'Iran, l'Irak, l'Afghanistan et le Pakistan jusqu'au Nord de l'Inde,. Des populations d'étourneaux ont également été signalées en Corse et en Sicile.
Certaines populations effectuent une migration annuelle au printemps et en automne. Ainsi, en automne, la migration des populations nord-européennes et est-européennes s'opère depuis ces zones de reproduction en direction du Sud, du Sud-Ouest et de l'Ouest, soit vers l'Europe de l'Ouest et l'Afrique du Nord tandis que d'autres populations sont sédentaires, comme les populations sud et ouest-européennes, les populations originaires de la mer Noire et du Pakistan, ou la majorité des populations nord-américaines. En Afrique du Sud, les étourneaux de la province du Cap sont sédentaires.
La population mondiale de l'espèce est estimée à plus de 310 000 000 individus en 2004, répartie sur 8 870 000 km2. La population européenne est estimée comprise entre 200 000 et 510 000 couples. La population européenne a décru tandis que les populations hivernantes africaines présentent une hausse de leurs effectifs.

### Introductions, extensions et régressions
L'étourneau a été introduit par les colons européens sur d'autres continents, notamment en Amérique du Nord, en Nouvelle-Zélande, en Australie et en Afrique du Sud. Son introduction a souvent été opérée dans le but qu'il agisse comme un acteur de la lutte biologique et élimine des invertébrés nuisibles des cultures agricoles, en particulier des chenilles processionnaires du pin (Lymantria dispar). Les responsables de l'agriculture et de la sylviculture étaient préoccupées par les infestations de chenilles processionnaires du pin qui dévoraient les arbres, causant des pertes considérables dans les forêts et les cultures.
Bien qu'il y ait environ 200 millions d'étourneaux en Amérique du Nord, ce sont tous les descendants d'une centaine d'oiseaux (60 en 1890 et 40 en 1891) relâchés dans le Central Park de New York, par Eugene Schieffelin (en), à la tête d'une société d'acclimatation, qui essayait d'introduire en Amérique du Nord toutes les espèces d'oiseaux mentionnées dans les œuvres de William Shakespeare. Un siècle après leur introduction, en se multipliant rapidement, les étourneaux ont conquis toute l'Amérique du Nord jusqu'en Alaska.
Les descendants de ces étourneaux peuvent poser problème en Amérique du Nord, parce que des espèces indigènes perdent des sites de nidification au profit des étourneaux, plus agressifs. Il s'agit d'espèces telles que le merle bleu, l'hirondelle noire, l'hirondelle bicolore, ainsi que certaines des plus petites espèces de pics[réf. nécessaire].
En fin de compte, les lâchers d'étourneaux aux États-Unis au 19e siècle reflètent une compréhension incomplète des conséquences potentielles de l'introduction d'espèces étrangères dans des écosystèmes locaux, ce qui a conduit à des défis écologiques et agricoles inattendus. Depuis lors, il y a eu une plus grande sensibilisation aux risques associés à l'introduction d'espèces étrangères, et des protocoles plus rigoureux sont en place pour évaluer et gérer de telles introductions.
L'étourneau a également été introduit pour ses caractéristiques esthétiques et son chant,,.
On le retrouve désormais sur le continent nord-américain de la Floride à l'Alaska et du Canada jusqu'au Nord du Mexique, mais aussi dans la péninsule du Yucatán, à Cuba, aux Bahamas, en Jamaïque et à Puerto Rico, sur certaines îles proches de l'Antarctique, aux îles Fidji ainsi qu'en Papouasie-Nouvelle-Guinée,. Il est également retrouvé à Hong Kong et au Japon sans que son origine ne soit connue. L'étourneau est un passereau désormais répandu sur tous les continents.

### Habitat

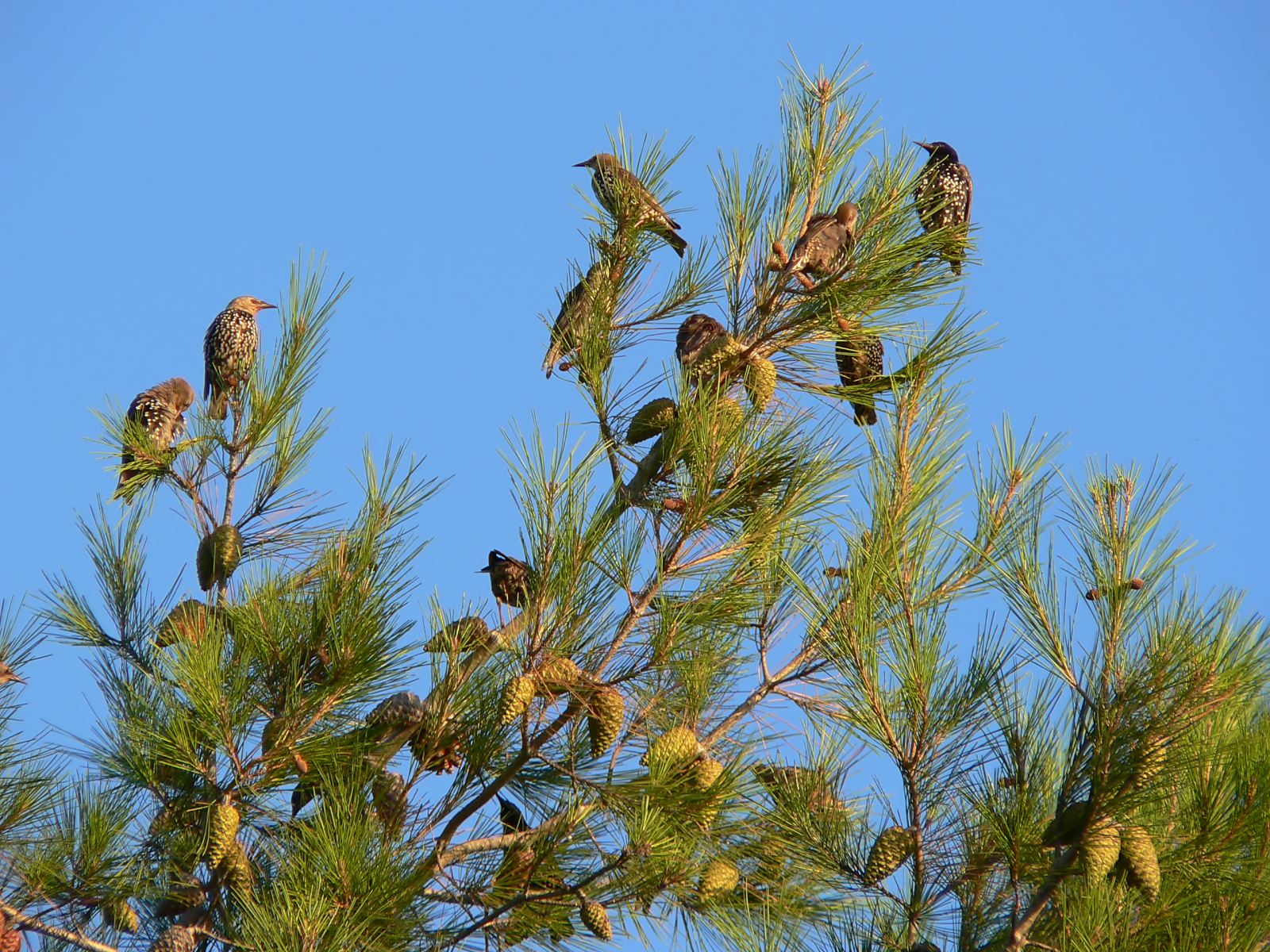
Un groupe d'étourneaux au sommet d'un pin.

Grâce à son comportement facilement adaptable et généraliste, l'étourneau s'accommode d'un grand nombre d'habitats différents, souvent ouverts, où il est susceptible de trouver à la fois un lieu de repos, un site d'alimentation et un site de nidification. Il est donc retrouvé à la fois dans des environnements ruraux et dans des environnements proches de l'Homme, c'est-à-dire dans des zones urbaines et périurbaines. En revanche, l'étourneau est quasiment absent des zones forestières, alpines et désertiques,.
Pour former ses dortoirs, l'étourneau peut ainsi se rassembler soit dans des bois, des taillis ou des roselières à la campagne ou dans des arbres en ville, où il peut plus facilement trouver des sources de chaleur. Afin de s'alimenter, l'étourneau occupe préférentiellement des endroits dégagés avec de la végétation basse comme des champs fauchés, des prés, des parcs, des vergers, ou des pelouses. Pendant la saison de reproduction, il niche dans des cavités préexistantes : trous d'arbre, cavités creusées par d'autres espèces, nichoirs, fissures, toitures, ruines,,…

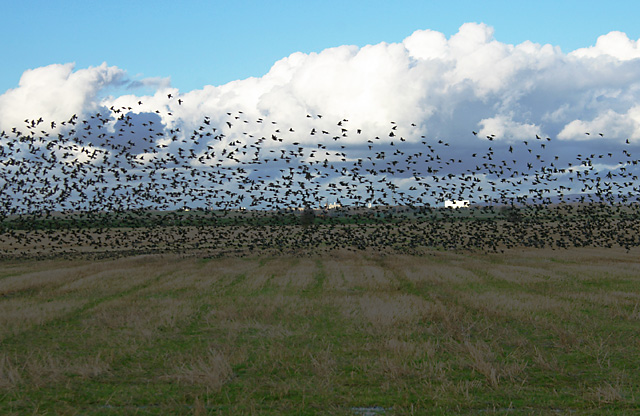
Vol d'étourneaux dans la campagne britannique.
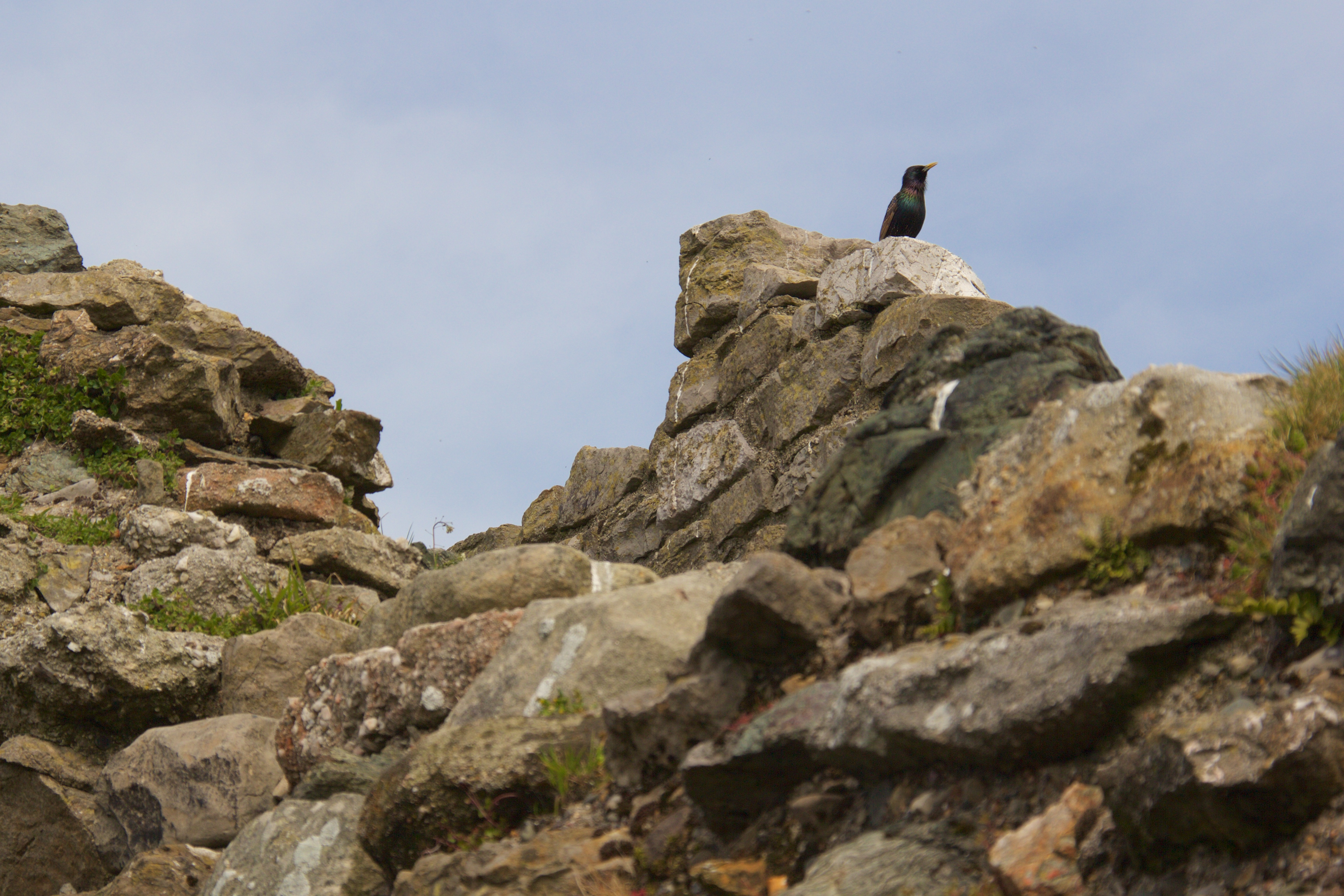
Étourneau sur les ruines du château de Beaumaris, sur l'île d'Anglesey (Royaume-Uni).
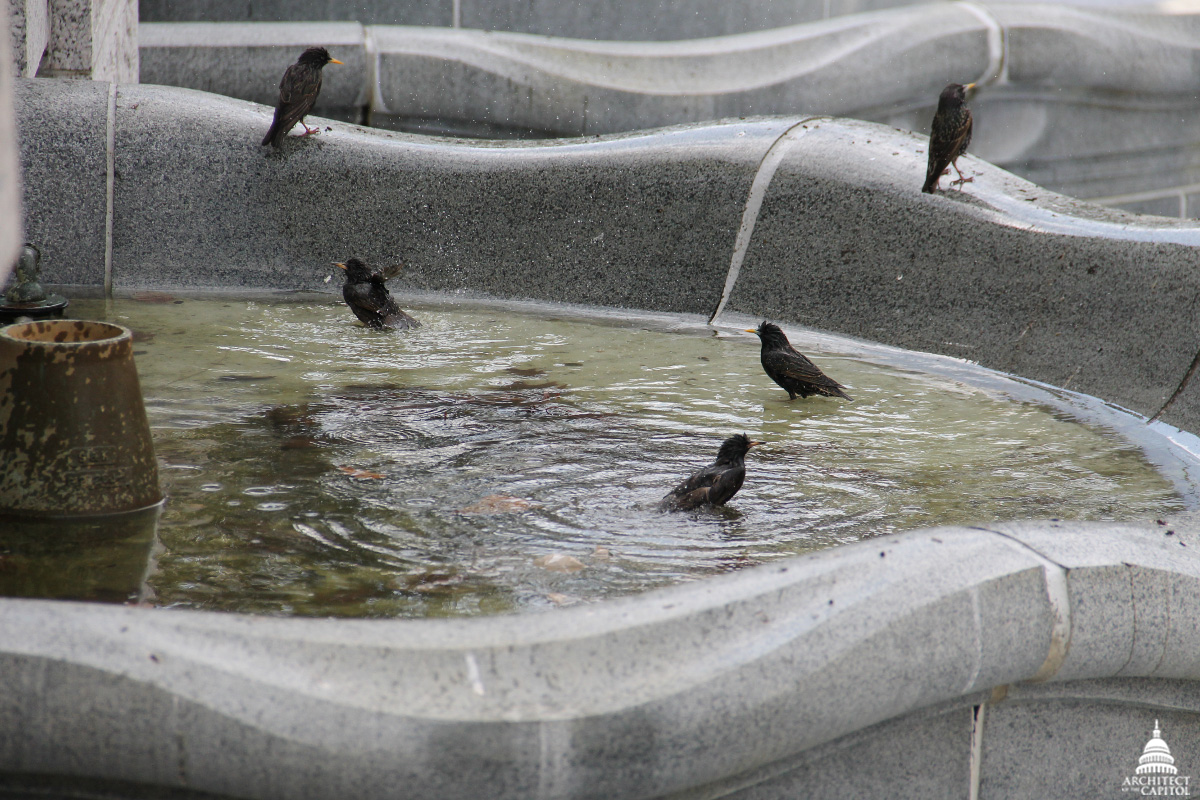
Baignade collective dans la fontaine du Capitole (USA).
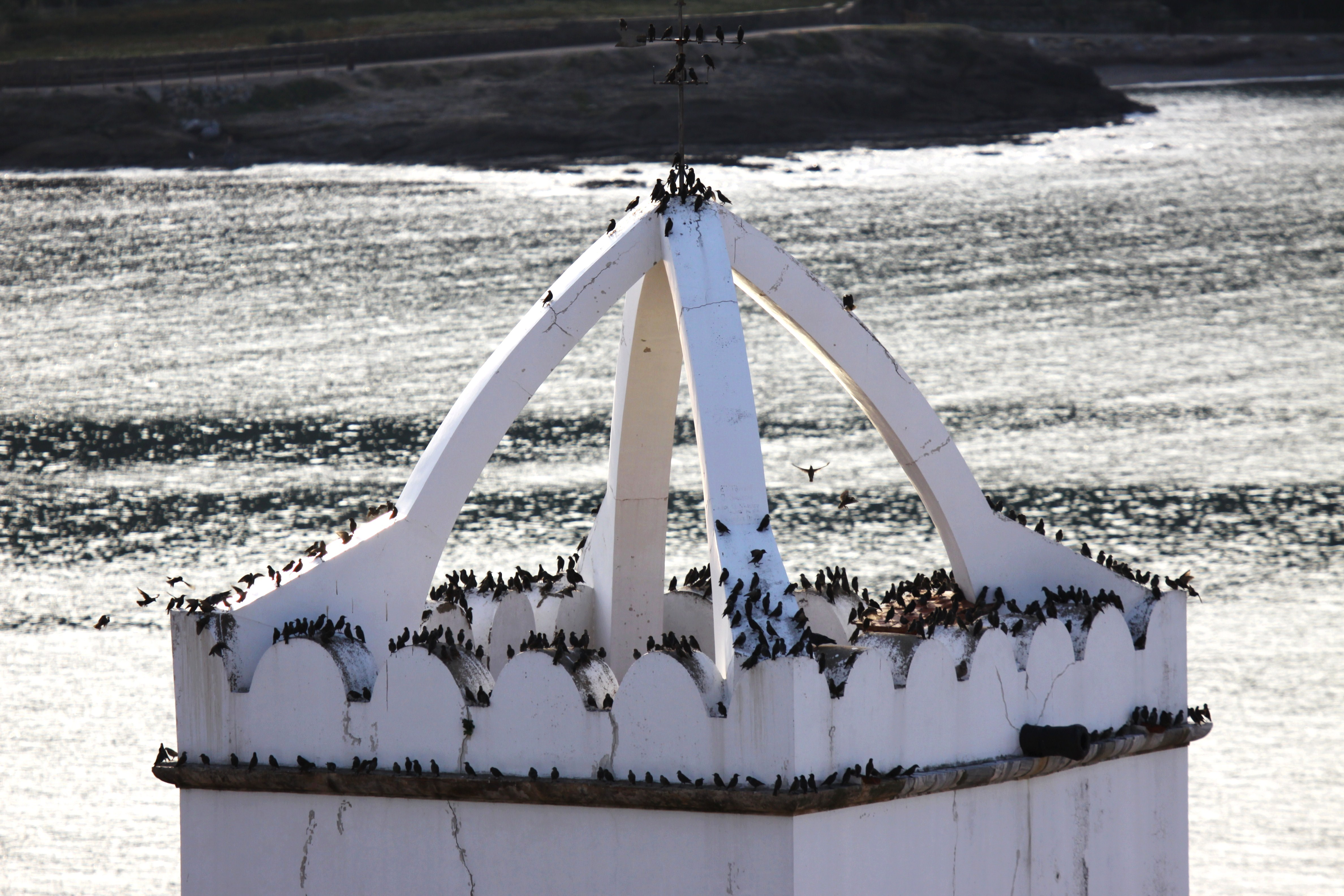
Groupe sur un clocher à El Port de la Selva (Espagne).
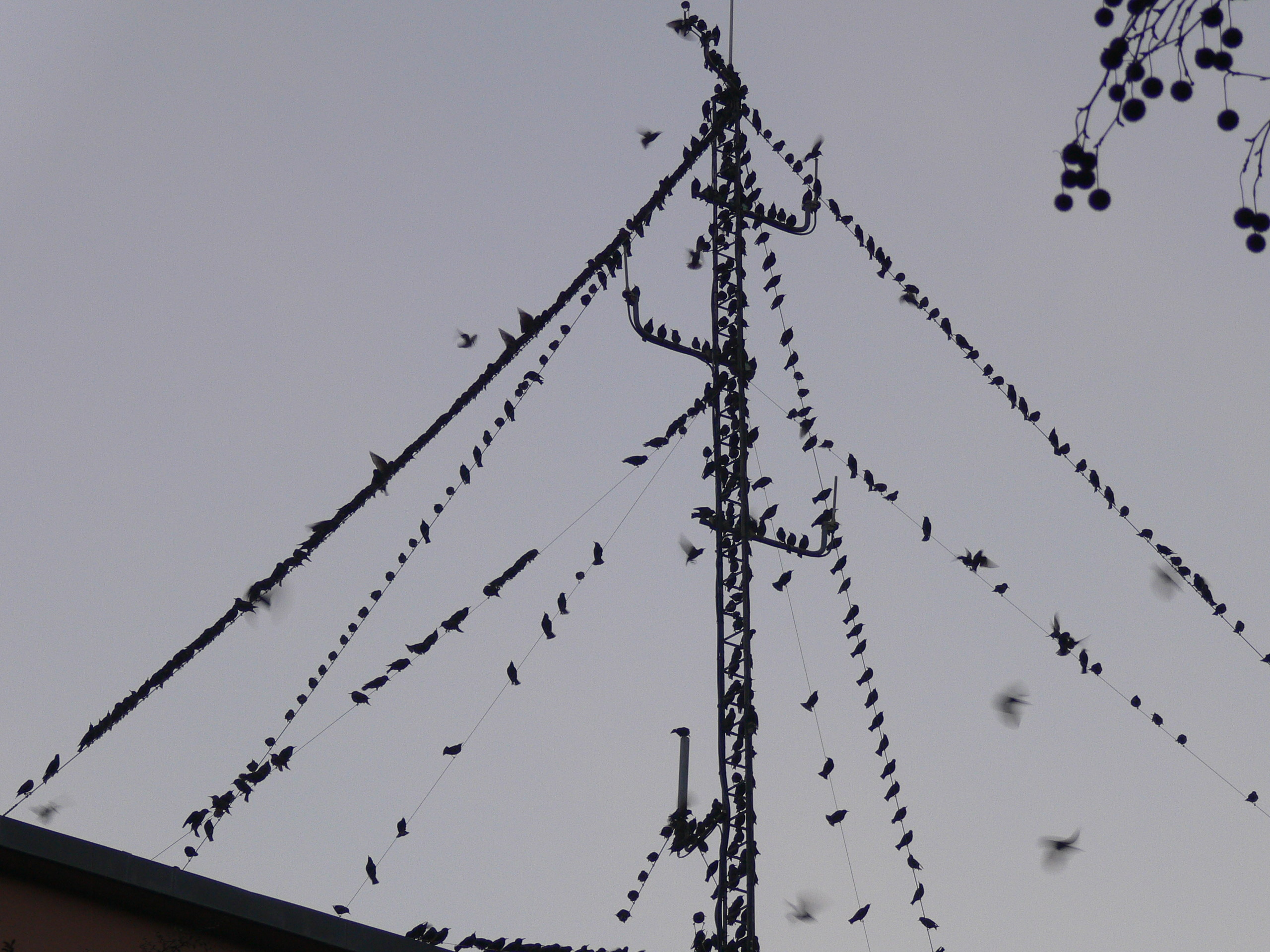
Rassemblement sur une antenne à Lille (France).
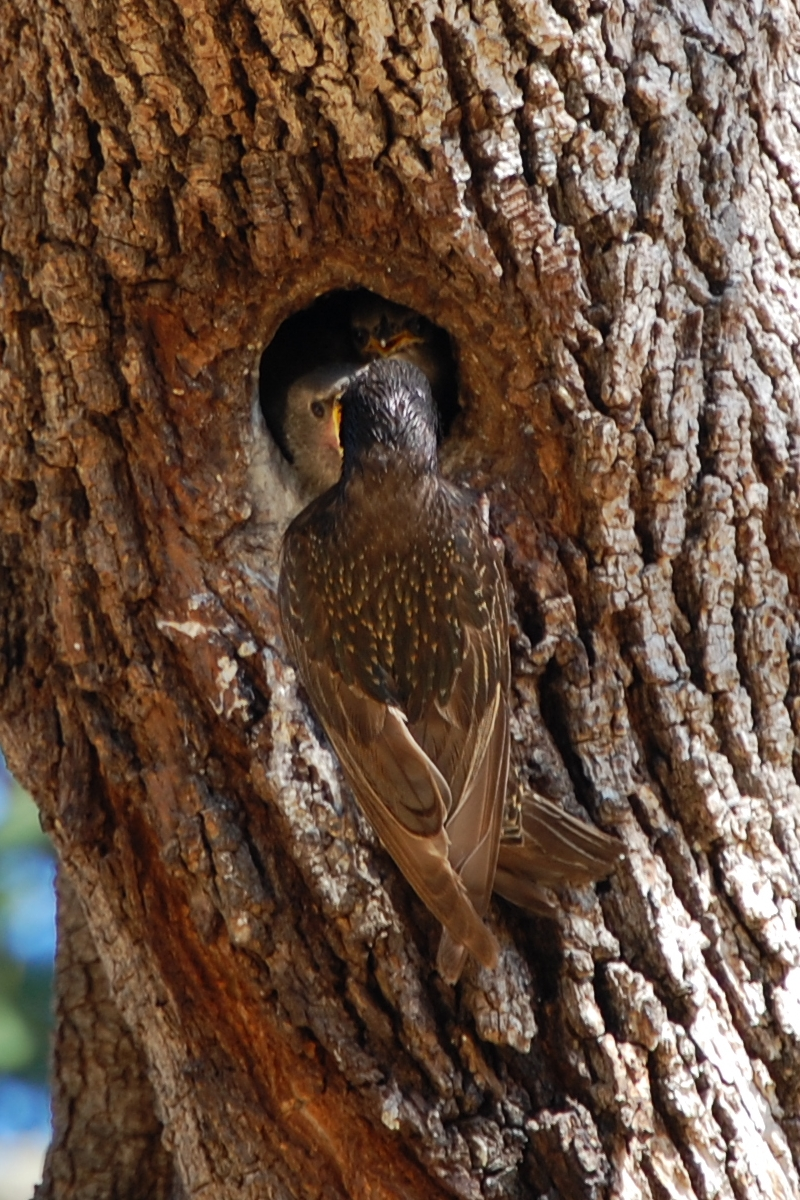
Nid dans un tronc d'arbre à San José (Californie)
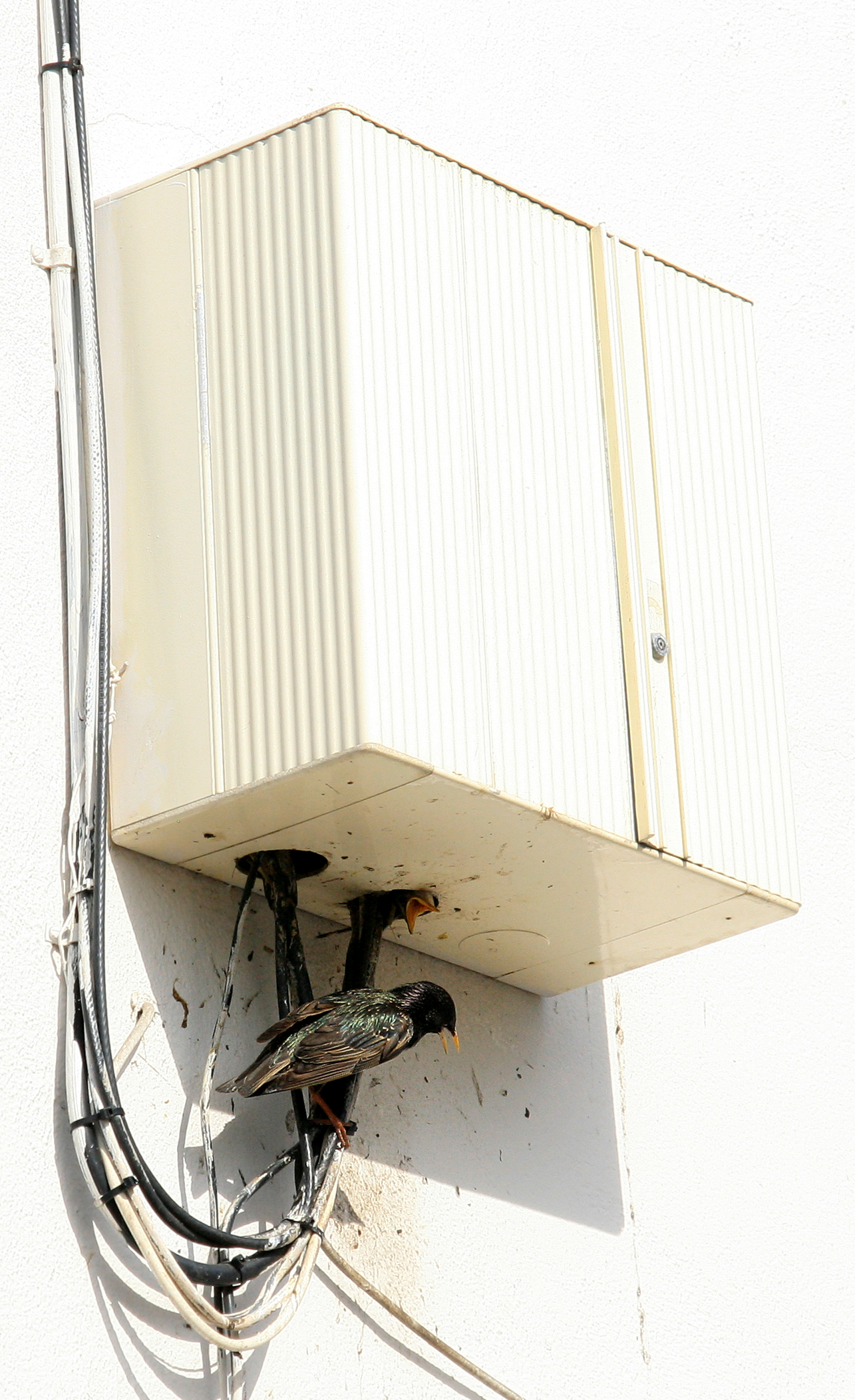
Nid dans un coffret électrique à San Francisco.
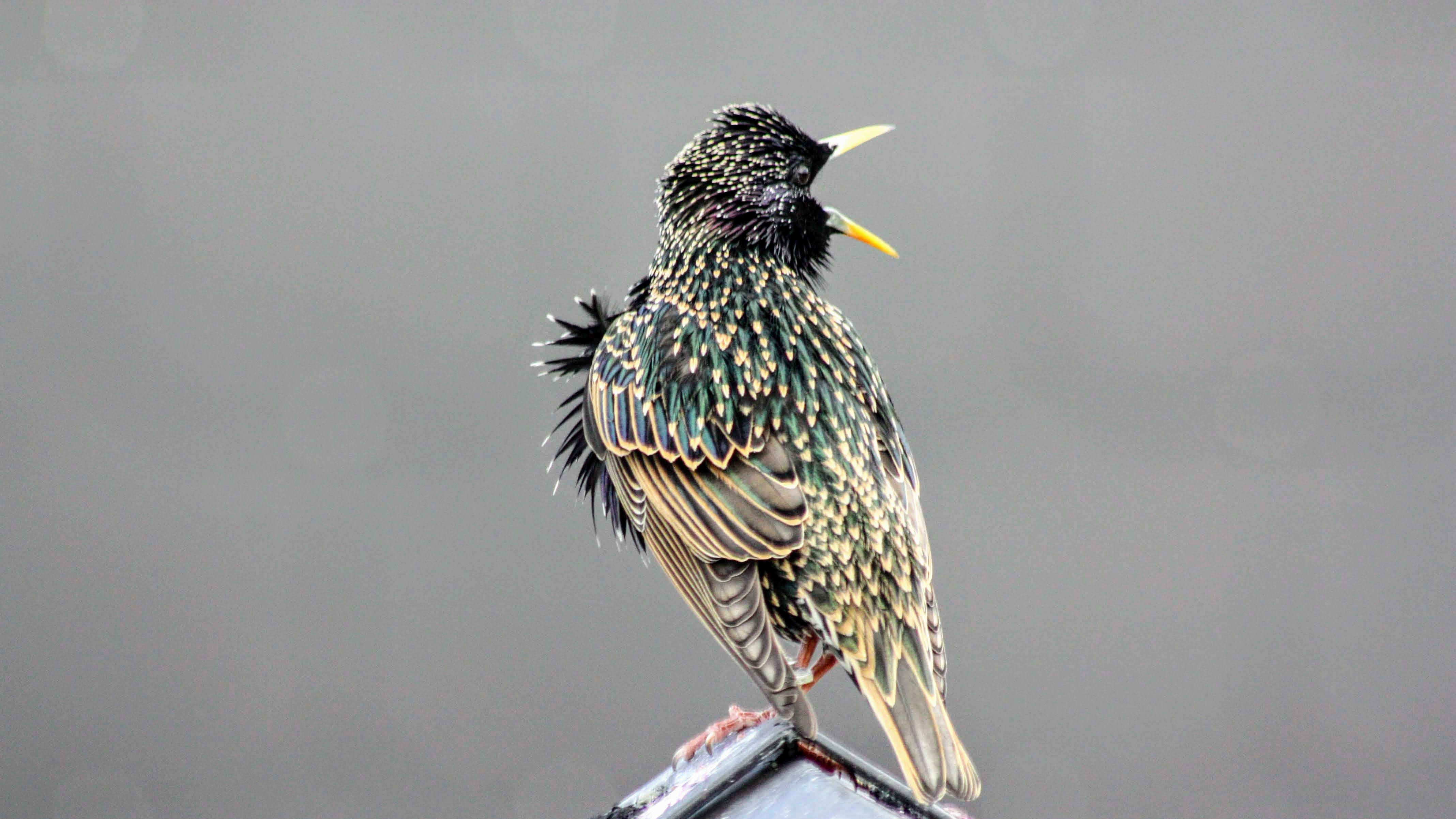
Étourneau sur un toit dans le village d'Aye (Belgique).

### Colonisation urbaine
C'est avec le rat, le pigeon, le merle noir, la mouette rieuse, la corneille noire le cormoran et le goéland, l'une des espèces qui s'est récemment très bien adaptée aux grandes villes.
L'environnement urbain et tout particulièrement l'éclairage nocturne et le phénomène dit de « pollution lumineuse » ont fortement modifié son comportement : l'étourneau est en effet un oiseau diurne qui a une très mauvaise vision nocturne. Si dans leur environnement nocturne normal, les étourneaux se rassemblent la nuit en dortoirs, ils y restent calmes et silencieux, même quand 300 000 étourneaux y sont dérangés par un prédateur (renard, chat, rapace nocturne…) alors qu'en ville où le halo lumineux est de plus en plus intense et permanent, ces mêmes étourneaux sont beaucoup plus actifs et nerveux, se déplaçant à n'importe quelle heure de la nuit quand ils sont dérangés.

## Systématique

### Étymologie
L'étymologie de sansonnet est incertaine, ce terme pourrait dériver de Samson ou de sassonet « crible », l'oiseau étant criblé de petites taches.

### Taxonomie
On distingue plusieurs sous-espèces :
Selon la classification de référence du Congrès ornithologique international (version 8.2, 2018) :
- Sturnus vulgaris caucasicus Lorenz, T, 1887
- Sturnus vulgaris vulgaris Linnaeus, 1758
- Sturnus vulgaris faroensis Feilden, 1872 (étourneau des Féroé)
- Sturnus vulgaris zetlandicus Hartert, 1918 (étourneau des Shetland)
- Sturnus vulgaris granti Hartert, 1903
- Sturnus vulgaris poltaratskyi Finsch, 1878
- Sturnus vulgaris tauricus Buturlin, 1904
- Sturnus vulgaris purpurascens Gould, 1868
- Sturnus vulgaris oppenheimi Neumann, 1915
- Sturnus vulgaris nobilior Hume, 1879
- Sturnus vulgaris porphyronotus Sharpe, 1888
- Sturnus vulgaris humii Brooks, WE, 1876
- Sturnus vulgaris minor Hume, 1873

## Relations avec l'homme

### Bénéfices et nuisances apportés par l'étourneau sansonnet

#### Environnement et biodiversité
Les étourneaux sansonnets peuvent concurrencer l'existence d'autres passereaux, en particulier dans les pays où ils ont été introduits, comme en Amérique du Nord. À cause de leurs déjections, ils peuvent provoquer une eutrophisation des cours d'eau et des arbres sur lesquels ils se posent, voire provoquer des chutes de branches, ou encore causer la mort d'arbres, notamment dans les sapinières.

#### Activités humaines

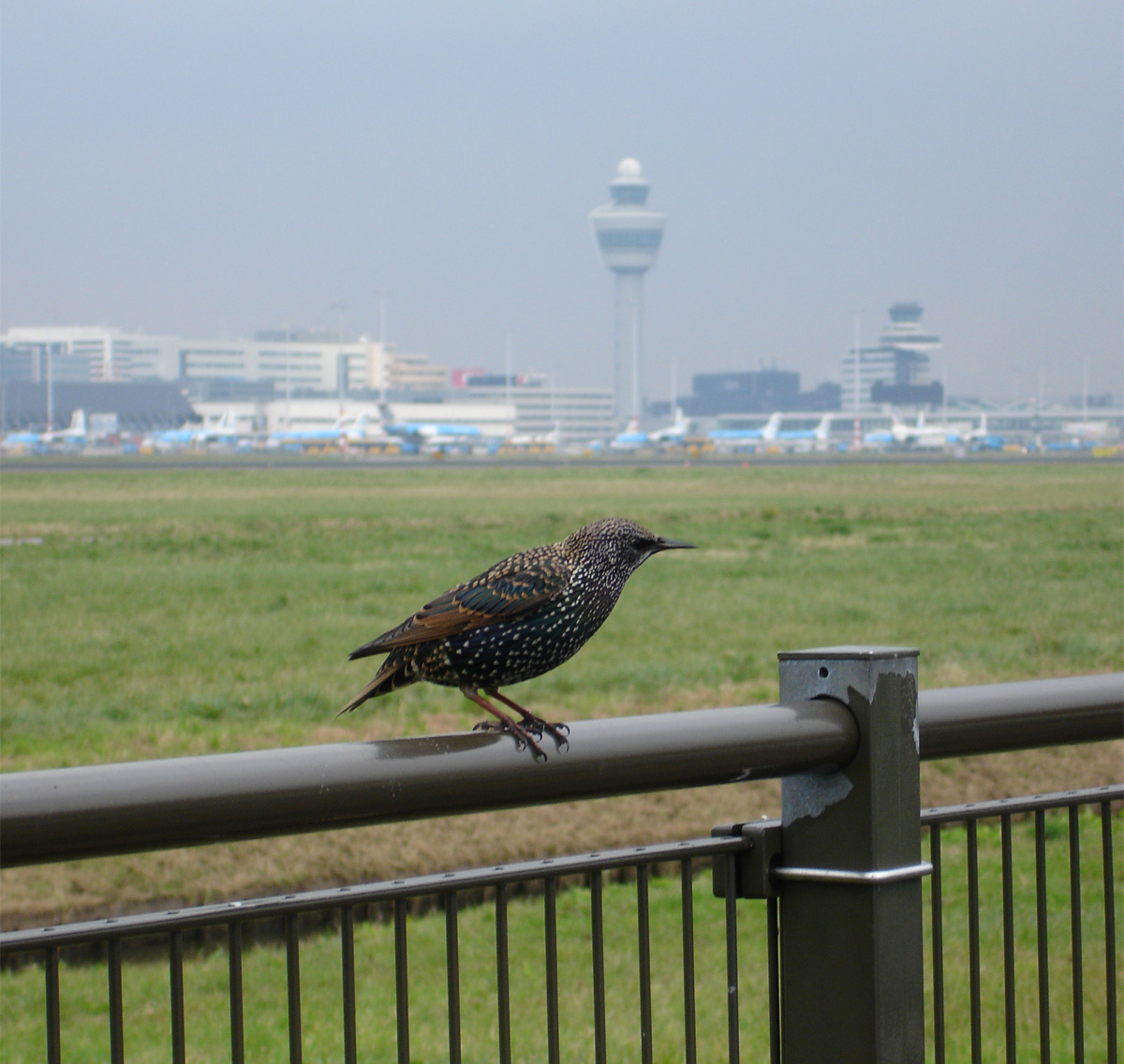
Un étourneau à l'aéroport d'Amsterdam-Schiphol.

En consommant des invertébrés parfois nuisibles, comme des chenilles ou des larves de Tipulidae, l'étourneau sansonnet est parfois considéré bénéfique à l'agriculture et à la gestion forestière, raison pour laquelle il a parfois  été introduit dans certaines zones géographiques. Dans certaines régions, il est ou a été  protégé par l'humain qui lui a installé des nids artificiels en bordure de champs, comme en Nouvelle-Zélande ou dans l'ancienne Union soviétique, où 25 millions de nids ont été érigés,.
Cependant, la régulation des nuisibles par les étourneaux n'est pas toujours jugée effective, d'autant plus qu'ils peuvent occasionner d'autres dommages. Par la puissance du nombre, ils sont capables de causer d'importants dégâts aux récoltes en consommant les céréales et des fruits directement dans les champs, les cultures maraîchères ou les vergers, dans les élevages ou encore dans les lieux de stockage.
Des étourneaux peuvent être à l'origine d'accidents aériens, comme lors du vol 375 de l'Eastern Air Lines, qui s'écrasa en 1960 à Boston en causant la mort de 62 personnes, après qu'une nuée d'étourneaux a été aspirée dans ses réacteurs, ou encore l'accident d'un avion militaire belge en 1996 à Eindhoven. Leur dangerosité est accentuée par le fait que les nuées d'étourneaux contiennent de plus fortes densités d'individus que les autres groupes d'oiseaux. L'étourneau fait ainsi partie de la liste des espèces les plus dangereuses pour l'aviation aux États-Unis.

#### Milieu urbain

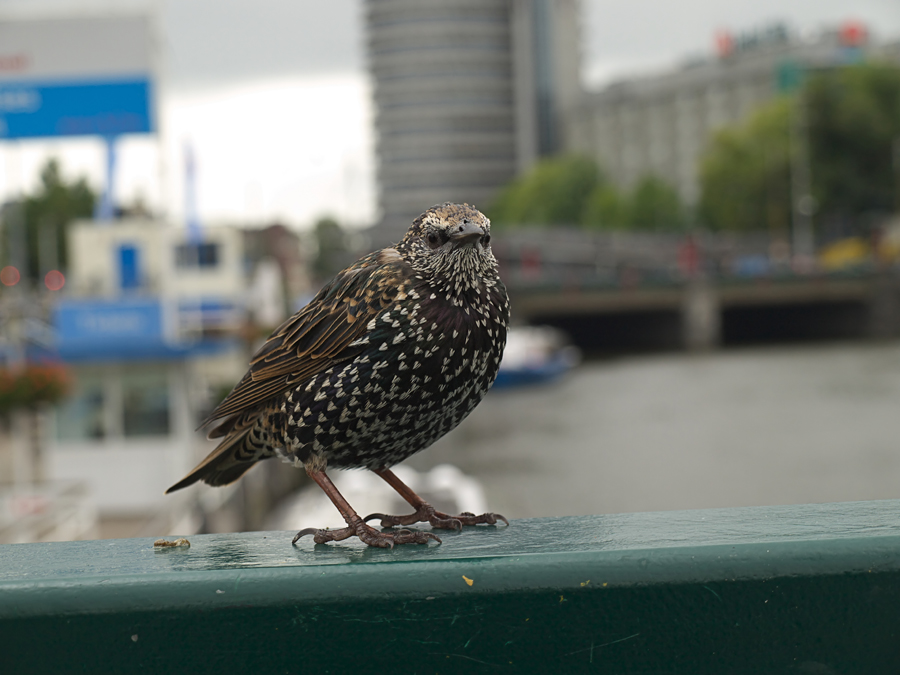
Un étourneau sansonnet en milieu urbain.

En milieu urbain, ces oiseaux sont à l'origine de nuisances sonores importantes, en particulier lorsqu'ils se regroupent en bande. Leur importante concentration dans les arbres peut également provoquer des chutes de branches tandis que leurs déjections particulièrement corrosives peuvent endommager le mobilier urbain, les carrosseries des véhicules qui peuvent être recouvertes ou encore entraîner des accidents sur les routes et les trottoirs rendus glissants,,.

### Statut et législation
À l'échelle internationale, l'étourneau sansonnet est considéré par l'Union internationale pour la conservation de la nature (IUCN) comme une espèce de préoccupation mineure d'un point de vue de la conservation, en raison de son aire de répartition étendue et de la taille importante de sa population globale, même si elle tend à diminuer. L'étourneau est également considéré par la Global Invasive Species Database comme faisant partie des espèces invasives.

### Mesures de régulation des populations
Dans les villes où l'étourneau est présent, abonde et peut devenir une nuisance, on promeut la réintroduction ou la protection de certains prédateurs (rapaces diurnes, fouine) et des destructeurs naturels de ses couvées et nichées (corvidés, écureuil...). À Paris et à Bruxelles, notamment, faucon crécerelle et faucon pèlerin sont ainsi devenus des nidificateurs assidus limitant les populations d'étourneaux, mais aussi de pigeons domestiques, proies favorites de ce second rapace.

#### Campagnes d'effarouchement
L'effarouchement des étourneaux consiste à les effrayer pour les inciter à changer de dortoir. Cette opération a un intérêt dans les endroits où les rassemblements infligent des nuisances importantes à la population humaine (bruit, fientes). Elle consiste à émettre des bruits, des sons impulsifs, intenses et surtout brefs. On utilise des fusées (crépitantes, sifflantes, détonantes), des effaroucheurs acoustiques (appareils émettant des cris de prédateurs et surtout – ils sont plus efficaces – des cris de détresse d'étourneau ou de geai), des fusils-laser[réf. nécessaire]. On peut demander le concours de la population qui doit utiliser des casseroles, des instruments de musique… Les méthodes d'effarouchement doivent être changées régulièrement car l'étourneau a une grande capacité d'adaptation.
Exemple d'une campagne d'effarouchement :
- 1er soir : quand il fait nuit noire, alors que les oiseaux sont prêts à dormir, on les réveille en faisant le plus de bruit possible ;
- 1er matin : avant le lever du soleil, on réveille les oiseaux et on les force à quitter le dortoir ;
- 2e soir : avant la tombée de la nuit et jusqu'à la nuit noire, on tente d'empêcher les oiseaux de venir se poser sur les arbres ;
- 2e matin : avant le lever du soleil, on réveille les oiseaux et on les force à quitter leurs dortoirs ;
- 3e soir : avant la tombée de la nuit et jusqu'à la nuit noire, on empêche les oiseaux de venir se poser sur les arbres (comme le jour précédent).

Pendant les opérations, il faut s'assurer que les oiseaux ne choisissent pas un autre site où ils sont indésirables.
Plus récemment, certaines municipalités ont recours à l'effarouchement par des rapaces. En lien avec des fauconniers professionnels, la technique consiste à faire voler un oiseau de proie (le plus souvent une buse ou un faucon, plus rarement un autour ou un épervier, selon l'espèce indésirable) afin de dissuader les nuisibles.

### Chasse et consommation
L'étourneau est parfois consommé dans le cadre de l'alimentation humaine, comme dans certains pays méditerranéens. En France, de l'étourneau est ainsi commercialisé sous la forme de pâté. Il est parfois paré du titre flatteur de « grive mordorée[réf. nécessaire] ».
L'animal est apprécié de certains chasseurs amateurs de petits oiseaux car, avec des cartouches de petits plombs, ils peuvent tuer plusieurs oiseaux d'un coup sans grande difficulté[réf. nécessaire]. La France est un des derniers pays d'Europe occidentale à encore utiliser des filets, généralement rabattants, pour la capture des étourneaux, ce moyen permettant d'en prendre plus d'une centaine à la fois. A contrario, en Belgique, la tenderie (capture de passereaux au filet, au trébuchet, etc.) et toute autre forme de capture (à la glu) de passereaux sauvages est interdite depuis 1993, ainsi que la détention de ces moyens de capture. Le tir des passereaux y est en général également prohibé.

### Utilisation en recherche
Les étourneaux sont également utilisés en recherche scientifique. Ils présentent plusieurs avantages d'un point de vue pratique, comme de pouvoir être facilement maintenus en groupe dans des volières comprenant d'importantes densités d'individus, et d'être de petite taille, donc plus facilement manipulables. Ils supportent bien la captivité et continuent également à manifester de nombreux comportements naturels, comme le chant, le comportement reproducteur ou le vol. Ils se prêtent également bien à des expériences de conditionnement opérant.
Les étourneaux sont principalement employés dans le cadre de recherches en comportement animal, en écologie comportementale et en neurobiologie, par exemple sur les thématiques de l'apprentissage, de la physiologie de la reproduction et des rythmes biologiques, de l'étude aérodynamique du vol, ou encore de l'acquisition et la production du chant,.
Les étourneaux utilisés en laboratoire sont généralement capturés en milieu naturel,. En effet, leur élevage est rarement fructueux en laboratoire car les aliments présents pour nourrir les jeunes n'y sont pas appropriés, à l'exception des cas où les oiseaux sont hébergés dans de grandes volières extérieures. Les étourneaux de laboratoire sont donc capturés soit à l'âge adulte, soit lors de leurs premiers jours de vie après l'éclosion. Dans ce dernier cas, les jeunes étourneaux sont alors nourris à la main par des soigneurs jusqu'à ce qu'ils soient capables de s'alimenter de manière autonome. Les individus élevés à la main présentent l'avantage de mieux s'adapter à la captivité que les individus capturés adultes.

### Variété domestique
Seul un individu de variété brune, issu d'élevage, est considéré comme étant un animal domestique en droit français. Les autres formes de cet oiseau relèvent donc de la législation concernant les animaux sauvages.
L'étourneau est un oiseau spontanément bruyant, et bon imitateur, comme beaucoup d'espèces dans sa famille. En captivité, il apprend vite à imiter toutes sortes de sons et de paroles, à tel point qu'il a été surnommé le « mainate du pauvre »[réf. nécessaire].

## L'étourneau sansonnet dans la culture

### Dans la langue française
L'expression « roupie de sansonnet » est utilisée pour désigner une chose négligeable : c'est de la roupie de sansonnet. Le mot « roupie » est utilisé ici dans sa vieille acception de morve, goutte au nez. Faisant par autodérision référence à l’expression ci-dessus, le titre du recueil Cent sonnets de Boris Vian (poèmes écrits de 1940 à 1944 et publiés à titre posthume) est un calembour sur le nom de cet oiseau.

### Dans la musique
Mozart avait un étourneau, acquis le 27 mai 1784, comme animal de compagnie. L'animal décède trois années plus tard, ce qui a inspiré un poème et un requiem au compositeur.
Schubert évoque un étourneau dans son œuvre romantique Die schöne Müllerin, basée sur les poèmes de Wilhelm Müller. Le narrateur du poème y exprime son souhait d'apprendre à l'oiseau à parler et à chanter pour transmettre ses sentiments amoureux à la meunière.